# Musikjahr 1961
Liste der Musikjahre

◄◄ | ◄ | 1957 | 1958 | 1959 | 1960 | Musikjahr 1961 | 1962 | 1963 | 1964 | 1965 | ► | ►►

Weitere Ereignisse · Country-Musik
Dieser Artikel behandelt das Musikjahr 1961.

## Ereignisse

### Populäre Musik und Jazz
- 15. Januar: Florence Ballard, Mary Wilson und Diana Ross unterschreiben als Girlgroup-Trio The Primettes einen Plattenvertrag bei Motown-Records. Die Gruppe wird später unter dem Namen The Supremes bekannt.
- 11. April: Bob Dylan hat in New York City sein Debüt als Sänger in Gerdes’ Folk City in Greenwich Village, Manhattan.
- 10. Juli: Das bei der Grammy-Award-Verleihung 1962 fünffach ausgezeichnete Doppel-Album Judy at Carnegie Hall von Judy Garlands gefeiertem Auftritt in der New Yorker Carnegie Hall im April 1961 erscheint.
- 00. September: Veröffentlichung des Albums Free Jazz: A Collective Improvisation von Ornette Coleman, das den Namen für den Free Jazz lieferte.

### Klassische Musik und Musiktheater
- 27. März: In Wien proklamiert der IX. Weltkongress des ITI (Internationales Theaterinstitut) den 27. März zum Welttheatertag.
- 13. April: Am Teatro La Fenice in Venedig wird die Oper Intolleranza 1960 von Luigi Nono uraufgeführt.
- 20. Mai: Die Uraufführung der Oper Elegie für junge Liebende von Hans Werner Henze erfolgt am Schlosstheater in Schwetzingen, Baden.
- 24. September: Die Deutsche Oper Berlin wird mit einer Aufführung von Mozarts Don Giovanni unter Leitung von Ferenc Fricsay eröffnet.
- 25. September: Die Uraufführung der Oper Alkmene von Giselher Klebe findet an der Deutschen Oper Berlin statt.
- 15. Oktober: Die Uraufführung der Oper Leonce und Lena von Kurt Schwaen findet an der Staatsoper Berlin statt.
- 17. Dezember: Am Nationaltheater Mannheim findet die Uraufführung der Oper Das lange Weihnachtsmahl von Paul Hindemith statt.

### Film
- 22. Oktober: Im Deutschen Fernsehen (ARD) wird die erste Sendung von Musik aus Studio B mit Chris Howland als Schallplattenmoderator ausgestrahlt.
- The Johnny Leyton Touch – britischer Kurz- und Musikfilm

## Musikcharts

### Deutschland
| Position | Singles                                                                                                |
| -------- | --- |
|          | |
| 1        | Baby Sittin’ Boogie / Babysitter-Boogie Buzz Clifford / Ralf Bendix und die kleine Elisabeth           |
| 2        | Wheels / Vier Schimmel, ein Wagen (Hüh-a-hoh) Billy Vaughn & Orchestra / String-A-Longs / Trio Kolenka |
| 3        | Da sprach der alte Häuptling Gus Backus                                                                |
| 4        | Weiße Rosen aus Athen Nana Mouskouri                                                                   |
| 5        | Ramona Blue Diamonds                                                                                   |
| 6        | Ein Schiff wird kommen (Hafen von Piräus) Lale Andersen                                                |
| 7        | La Paloma Freddy                                                                                       |
| 8        | Hello Mary Lou Ricky Nelson                                                                            |
| 9        | Wooden Heart (Muß i denn) Elvis Presley                                                                |
| 10       | Mit 17 fängt das Leben erst an Ivo Robić                                                               |

Die längsten Nummer-eins-Singles
Lieder, die die meiste Zeit während eines anderen Jahres auf Platz 1 der Charts verbrachten, werden hier nicht aufgeführt.
1. Blue Diamonds – Ramona; Billy Vaughn & Orchestra / String-A-Longs / Trio Kolenka – Wheels / Vier Schimmel, ein Wagen (Hüh-a-hoh) (jeweils 3 Monate)
2. Nana Mouskouri – Weiße Rosen aus Athen (2 Monate)

Alle weiteren Lieder waren einen Monat auf Platz 1 gelistet.
Alle Nummer-eins-Hits und die Hits des Jahres

### Vereinigtes Königreich
| Singles                                          | Position | Alben                                                            |
| ------------------------------------------------ | -------- | ---------------------------------------------------------------- |
|                                                  |          |                                                                  |
| Runaway Del Shannon                              | 1        | G. I. Blues Elvis Presley                                        |
| Wooden Heart Elvis Presley                       | 2        | Another Black and White Minstrel Show George Mitchell Minstrels  |
| You Don’t Know Helen Shapiro                     | 3        | South Pacific (Soundtrack)                                       |
| Halfway to Paradise Billy Fury                   | 4        | The Shadows                                                      |
| Well I Ask You Eden Kane                         | 5        | The Black and White Minstrel Show George Mitchell Minstrels      |
| Are You Sure The Allisons                        | 6        | The Sound of Music (Original London Cast)                        |
| Walkin’ Back to Happiness Helen Shapiro          | 7        | I’m 21 Today Cliff Richard and the Shadows                       |
| Walk Right Back / Ebony Eyes The Everly Brothers | 8        | The Roaring Twenties – Songs from the TV Series Dorothy Provine  |
| His Latest Flame / Little Sister Elvis Presley   | 9        | Listen to Cliff Cliff Richard and the Shadows                    |
| Johnny Remember Me John Leyton                   | 10       | The Best of Barber and Bilk Volume 1 Cris Barber & Mr Acker Bilk |

Die längsten Nummer-eins-Singles
Lieder, die die meiste Zeit während eines anderen Jahres auf Platz 1 der Charts verbrachten, werden hier nicht aufgeführt.
1. Elvis Presley – Wooden Heart (6 Wochen)
2. Elvis Presley – Are You Lonesome Tonight?; Elvis Presley – Surrender; John Leyton – Johnny Remember Me; Elvis Presley – His Latest Flame / Little Sister (jeweils 4 Wochen)
3. The Everly Brothers – Walk Right Back / Ebony Eyes; Del Shannon – Runaway; Helen Shapiro – You Don’t Know; Helen Shapiro – Walkin’ Back to Happiness; Frankie Vaughan – Tower of Strength (jeweils 3 Wochen)

Die längsten Nummer-eins-Alben
Alben, die die meiste Zeit während eines anderen Jahres auf Platz 1 der Charts verbrachten, werden hier nicht aufgeführt.
1. Elvis Presley – G. I. Blues (23 Wochen)
2. (Soundtrack) – South Pacific (9 Wochen)
3. George Mitchell Minstrels – Another Black and White Minstrel Show (8 Wochen)

Alle Nummer-eins-Hits und die Hits des Jahres

### Vereinigte Staaten
Die längsten Nummer-eins-Singles
Lieder, die die meiste Zeit während eines anderen Jahres auf Platz 1 der Charts verbrachten, werden hier nicht aufgeführt.
1. Bobby Lewis with Joe Rene & His Orchestra – Tossin’ and Turnin’ (7 Wochen)
2. Jimmy Dean – Big Bad John (5 Wochen)
3. Del Shannon – Runaway (4 Wochen)

Die längsten Nummer-eins-Alben (Mono)
Alben, die die meiste Zeit während eines anderen Jahres auf Platz 1 der Charts verbrachten, werden hier nicht aufgeführt.
1. Judy Garland – Judy at Carnegie Hall – Judy in Person (13 Wochen)
2. Lawrence Welk – Calcutta! (8 Wochen)
3. Elvis Presley – G. I. Blues (7 Wochen)

Die längsten Nummer-eins-Alben (Stereo)
Alben, die die meiste Zeit während eines anderen Jahres auf Platz 1 der Charts verbrachten, werden hier nicht aufgeführt.
1. Ernest Gold & The Sinfonia Of London – Exodus (An Original Soundtrack Recording) (14 Wochen)
2. Lawrence Welk – Calcutta! (11 Wochen)
3. Various Artists – Stars for a Summer Night; Judy Garland – Judy at Carnegie Hall – Judy in Person (jeweils 9 Wochen)

Alle Nummer-eins-Hits und die Hits des Jahres

### Charts in weiteren Ländern
Siehe auch: Nummer-eins-Hits 1961 in  Australien, Belgien, Deutschland, Frankreich, Italien, den Niederlanden, Norwegen, Spanien, den Vereinigten Staaten und im Vereinigten Königreich.

## Musikpreise und Ehrungen

### Musikwettbewerbe
Eurovision Song Contest
1. Jean-Claude Pascal: Nous les amoureux
2. The Allisons: Are You Sure
3. Franca di Rienzo: Nous aurons demain
4. Jean-Paul Mauric: Printemps (Avril carillonne)
5. Dario Campeotto: Angelique
6. Betty Curtis: Al di là

## Gründungen
- Les Amazones de Guinée – weibliche Musikgruppe aus Guinea
- The Liverbirds – britische Beatband aus Liverpool

## Neuveröffentlichungen (Auswahl)

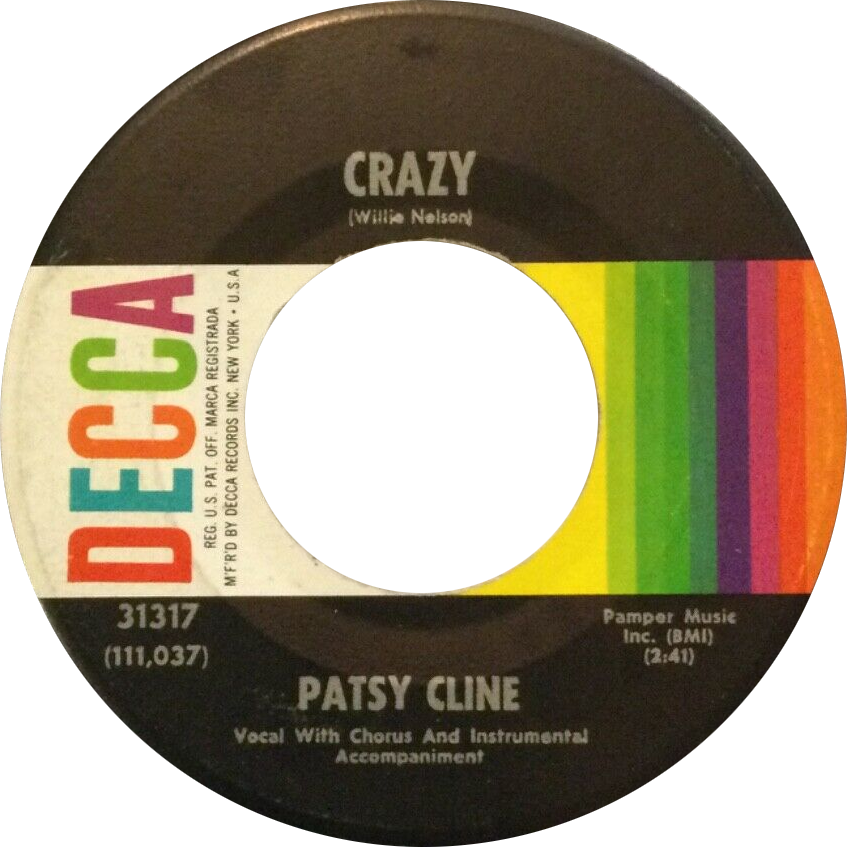
Patsy Cline – Crazy
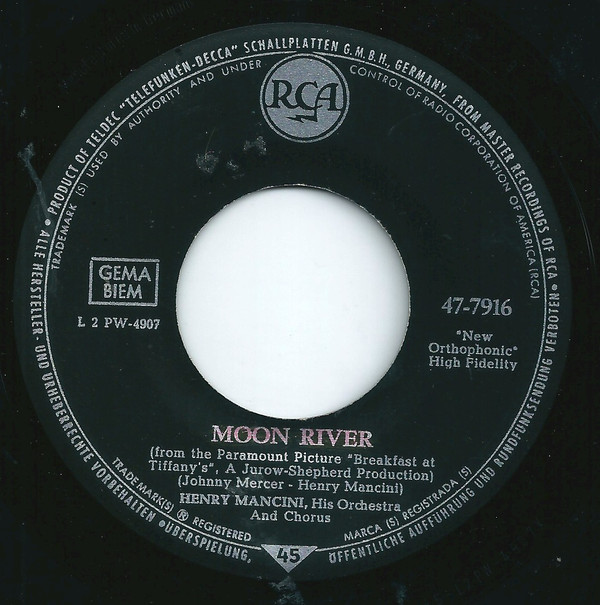
Audrey Hepburn – Moon River
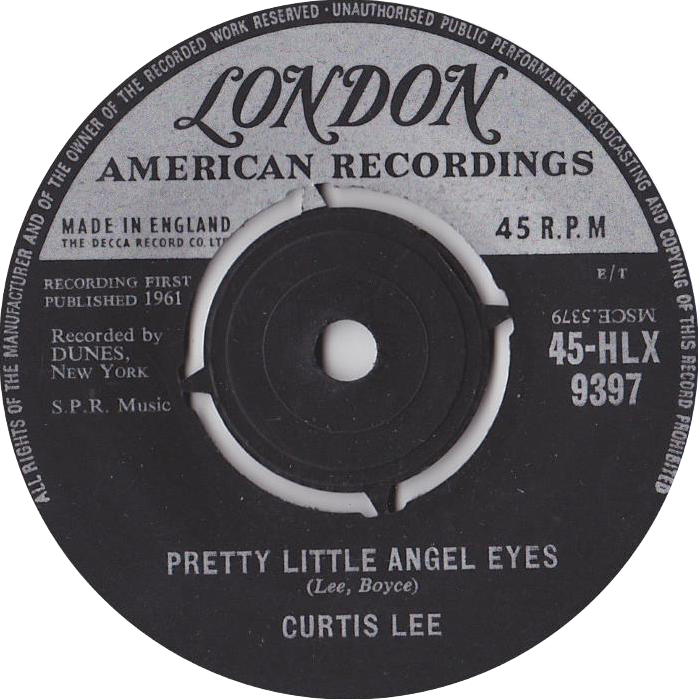
Curtis Lee – Pretty Little Angel Eyes

### Lieder und Kompositionen
| Lied                                   | Text                                                                            | Musik                                                                           | Erstinterpret      | Label                 | Veröffentlichung | Genre                         | Album               | Weitere Informationen                                                        |
| -------------------------------------- | ------------------------------------------------------------------------------- | ------------------------------------------------------------------------------- | ------------------ | --------------------- | ---------------- | ----------------------------- | ------------------- | ---------------------------------------------------------------------------- |
| 500 Miles                              | Hedy West                                                                       | Hedy West                                                                       | The Journeymen     | Atzal Music           | 1961             | Folk                          | The Journeymen      |                                                                              |
| Are You Sure                           | Colin Day                                                                       | John Alford                                                                     | The Allisons       | Fontana               | 1961             | Pop                           |                     |                                                                              |
| Baby It’s You                          | Mack David/Burt Bacharach/Barney Williams                                       | Mack David/Burt Bacharach/Barney Williams                                       | The Shirelles      |                       | 4. Dezember 1961 | Pop                           | Baby It’s You       |                                                                              |
| Crazy                                  | Willie Nelson                                                                   | Willie Nelson                                                                   | Willie Nelson      | Liberty Records       | 1961             | Honky Tonk                    | ...And Then I Wrote |                                                                              |
| Danke für diesen guten Morgen          | Martin Gotthard Schneider                                                       | Martin Gotthard Schneider                                                       | Botho-Lucas-Chor   | Electrola             | 1961             | Geistliches Lied              |                     |                                                                              |
| Der Mann im Mond                       | Charly Niessen                                                                  | Charly Niessen                                                                  | Gus Backus         | Polydor               | 1961             | Schlager                      |                     |                                                                              |
| Eine Insel mit zwei Bergen             | Manfred Jenning                                                                 | Hermann Amann                                                                   | Walter Schellemann |                       | 1961             | Kinderlied                    |                     |                                                                              |
| Einmal sehen wir uns wieder            | Ernst Bader                                                                     | Rudolf Maluck                                                                   | Lale Andersen      | Electrola             | Mai 1961         | Schlager                      |                     |                                                                              |
| Funny How Time Slips Away              | Willie Nelson                                                                   | Willie Nelson                                                                   | Billy Walker       | Columbia Records      | Juli 1961        | Country, Country-Soul         |                     |                                                                              |
| Green Grass of Texas                   | Johnny Burnette, Dorsey Burnette                                                | Johnny Burnette, Dorsey Burnette                                                | The Texans         | Infinity Records      | Januar 1961      | Country                       |                     |                                                                              |
| Hey! Baby                              | Bruce Channel, Margaret Cobb                                                    | Bruce Channel, Margaret Cobb                                                    | Bruce Channel      | Smash Records         | Dezember 1961    | Pop                           | Hey! Baby           |                                                                              |
| I Really Love You                      | Leroy Swearingen                                                                | Leroy Swearingen                                                                | The Stereos        |                       | Juli 1961        | Pop                           |                     |                                                                              |
| It Was a Very Good Year                | Ervin Drake                                                                     | Ervin Drake                                                                     | The Kingston Trio  |                       | 1961             | Pop                           | Goin’ Places        | Jazzstandard                                                                 |
| Johnny Remember Me                     | Geoff Goddard                                                                   | Geoff Goddard                                                                   | John Leyton        |                       | Juli 1961        | Pop                           |                     |                                                                              |
| Lemon Tree                             | Will Holt                                                                       | Will Holt                                                                       |                    |                       | 1961             | Folk                          |                     | Die Melodie basiert auf dem brasilianischen Folksong Meu limão, meu limoeiro |
| Meinst du, die Russen wollen Krieg?    | Jewgeni Jewtuschenko                                                            | Eduard Kolmanowski                                                              | Mark Bernes        | Melodija              | 1961             | Politisches Lied              |                     |                                                                              |
| Moon River                             | Johnny Mercer                                                                   | Henry Mancini                                                                   | Audrey Hepburn     |                       | 1961             | Filmmusik                     |                     |                                                                              |
| Nous les amoureux                      | Jacques Datin, Maurice Vidalin                                                  | Jean-Claude Pascal                                                              | Jean-Claude Pascal | La Voix de son maître | 1961             | Pop, Chanson                  | Nous les amoureux   |                                                                              |
| Pigalle (Die große Mausefalle)         | Heinz Gietz und Hans Bradtke                                                    | Heinz Gietz und Hans Bradtke                                                    | Bill Ramsey        | Polydor               | 1961             | Schlager                      |                     |                                                                              |
| Please Mr. Postman                     | Georgia Dobbins, William Garrett, Freddie Gorman, Brian Holland, Robert Bateman | Georgia Dobbins, William Garrett, Freddie Gorman, Brian Holland, Robert Bateman | The Marvelettes    |                       | 21. August 1961  | R&B, Doo Wop                  |                     |                                                                              |
| Runaway                                | Del Shannon, Max Crook                                                          | Del Shannon, Max Crook                                                          | Del Shannon        | Bigtop Records        | Februar 1961     | Rock                          |                     |                                                                              |
| Six Days on the Road                   | Earl Green, Carl Montgomery                                                     | Earl Green, Carl Montgomery                                                     | Paul Davis         | Bulletin Records      | 1961             | Country                       |                     |                                                                              |
| Speedy Gonzales                        | Buddy Kaye, David Hill alias David Hess und Ethel Lee                           | Buddy Kaye, David Hill alias David Hess und Ethel Lee                           | David Dante        | RCA Victor            | März 1961        | Pop                           |                     |                                                                              |
| Stand by Me                            | Ben E. King, Elmo Glick                                                         | Ben E. King, Elmo Glick                                                         | Ben E. King        | Atlantic Records      | 24. April 1961   | Rhythm & Blues                |                     |                                                                              |
| Tanze mit mir in den Morgen            | Karl Götz                                                                       | Kurt Hertha                                                                     | Gerhard Wendland   | Philips               | 1961             | Schlager                      |                     |                                                                              |
| The Red Rooster                        | Willie Dixon                                                                    | Willie Dixon                                                                    | Howlin’ Wolf       | Chess Records         | 1961             | Chicago Blues                 |                     |                                                                              |
| The Wanderer                           | Ernie Maresca                                                                   | Ernie Maresca                                                                   | Dion               | Laurie Records        | November 1961    | Rock                          | Runaround Sue       |                                                                              |
| Twist and Shout                        | Bert Berns, Phil Medley                                                         | Bert Berns, Phil Medley                                                         | The Top Notes      | Atlantic Records      | 1961             | Rhythm & Blues                |                     |                                                                              |
| Weiße Rosen aus Athen                  | Hans Bradtke                                                                    | Manos Hadjidakis                                                                | Nana Mouskouri     | Fontana Records       | 1961             | Schlager                      |                     |                                                                              |
| You Better Move On                     | Arthur Alexander                                                                | Arthur Alexander                                                                | Arthur Alexander   | Dot Records           | Dezember 1961    | Rhythm & Blues, Southern Soul | You Better Move On  |                                                                              |
| Zuckerpuppe (aus der Bauchtanz-Truppe) | Hans Bradtke, Heinz Gietz                                                       | Hans Bradtke, Heinz Gietz                                                       | Bill Ramsey        | Polydor               | 1961             | Schlager                      |                     |                                                                              |

### Alben
| Album                                                | Interpret                                | Label                | Veröffentlichung   | Genre                             | Weitere Informationen |
| ---------------------------------------------------- | ---------------------------------------- | -------------------- | ------------------ | --------------------------------- | --------------------- |
| Africa/Brass                                         | John Coltrane                            | Impulse! Records     | 1961               | Jazz                              |                       |
| Das ist Freddy                                       | Freddy Quinn                             | Polydor              | 1961               | Schlager                          |                       |
| Folk Jazz                                            | Bill Smith                               | Contemporary Records | 1961               | Jazz                              |                       |
| For Real!                                            | Hampton Hawes                            | Contemporary Records | 1961               | Jazz                              |                       |
| Free Jazz: A Collective Improvisation                | Ornette Coleman                          | Atlantic Records     | September 1961     | Jazz                              |                       |
| Georges Moustaki                                     | Georges Moustaki                         | Ducretet Thomson     | 1961               | Chanson                           |                       |
| Judy at Carnegie Hall                                | Judy Garland                             | Capitol Records      | 1961               | Jazz                              |                       |
| King of the Delta Blues Singers                      | Robert Johnson                           | Columbia Records     | 11. September 1961 | Delta Blues, Blues, Country Blues | Kompilation           |
| My Favorite Things                                   | John Coltrane                            | Atlantic Records     | 1961               | Jazz                              |                       |
| Now Here’s Johnny Cash                               | Johnny Cash                              | Sun Records          | 1961               | Country                           |                       |
| Someday My Prince Will Come                          | Miles Davis                              | Columbia Records     | 1961               | Jazz                              |                       |
| Steamin’ with the Miles Davis Quintet                | Miles Davis                              | Prestige Records     | 1961               | Jazz                              |                       |
| Sunday at the Village Vanguard                       | Bill Evans, Scott LaFaro und Paul Motian | Riverside Records    | 1961               | Jazz                              |                       |
| The Blues and the Abstract Truth                     | Oliver Nelson                            | Impulse! Records     | August 1961        | Jazz                              |                       |
| The Essential Billie Holiday – Carnegie Hall Concert | Billie Holiday                           | Verve Records        | 1961               | Jazz                              |                       |
| The Lure of the Grand Canyon                         | Johnny Cash                              | Columbia Records     | 1961               | Country                           |                       |
| The Touch of Your Lips                               | Nat King Cole                            | Capitol Records      | 1961               | Jazz                              |                       |
| Thelonious Monk with John Coltrane                   | Thelonious Monk                          | Riverside Records    | 1961               | Jazz                              |                       |

## Geboren

### Januar

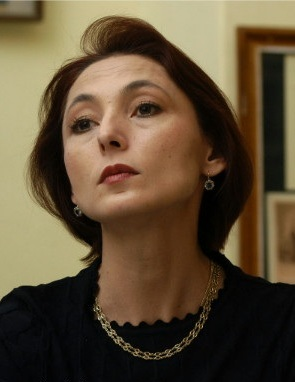
Altynai Assylmuratowa; * 1. Januar

- 01. Januar: Altynai Assylmuratowa, kasachische, sowjetische und russische Balletttänzerin

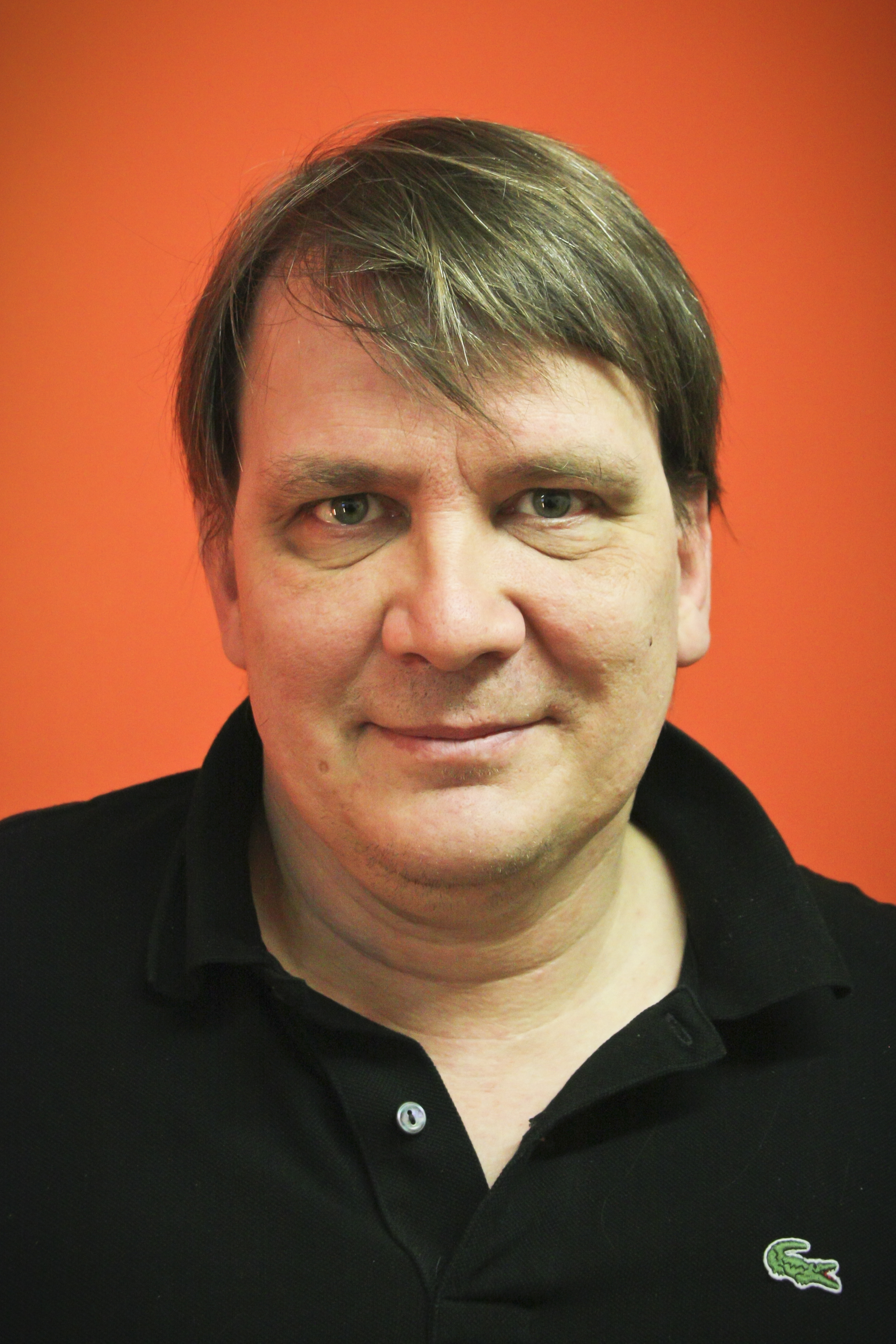
Sven Regener; * 1. Januar

- 01. Januar: Sven Regener, deutscher Musiker und Schriftsteller
- 05. Januar: Henriette Müller, deutsche Saxophonistin und Komponistin
- 06. Januar: Tōru Tanabe, japanischer Opernsänger und Schauspieler
- 06. Januar: Erik Wøllo, norwegischer Jazz- und Rockgitarrist und Komponist
- 07. Januar: David Toub, US-amerikanischer Komponist
- 09. Januar: Tatsuya Yoshida, japanischer Rock- und Fusionmusiker (Schlagzeug, Komposition)
- 11. Januar: Hellen Kwon, südkoreanische Opernsängerin
- 13. Januar: Wayne Marshall, britischer Pianist, Organist und Dirigent
- 14. Januar: Christian Henking, Schweizer Komponist, Dirigent und Chorleiter
- 14. Januar: Mike Tramp, dänischer Rocksänger und Songwriter
- 16. Januar: Ingrid Kaiserfeld, österreichische Opernsängerin
- 16. Januar: Kenneth Sivertsen, norwegischer Gitarrist, Liedermacher und Humorist († 2006)
- 16. Januar: Hajrudin Varešanović, Sänger aus Bosnien und Herzegowina
- 19. Januar: Ufo Walter, deutscher Bassist, Arrangeur und Sound-Designer
- 30. Januar: Gerardo Di Giusto, argentinischer Komponist und Pianist

### Februar
- 07. Februar: Jacek Grudzień, polnischer Komponist
- 08. Februar: Ruth Wilhelmine Meyer, norwegische Vokalistin, Komponistin und Klangkünstlerin

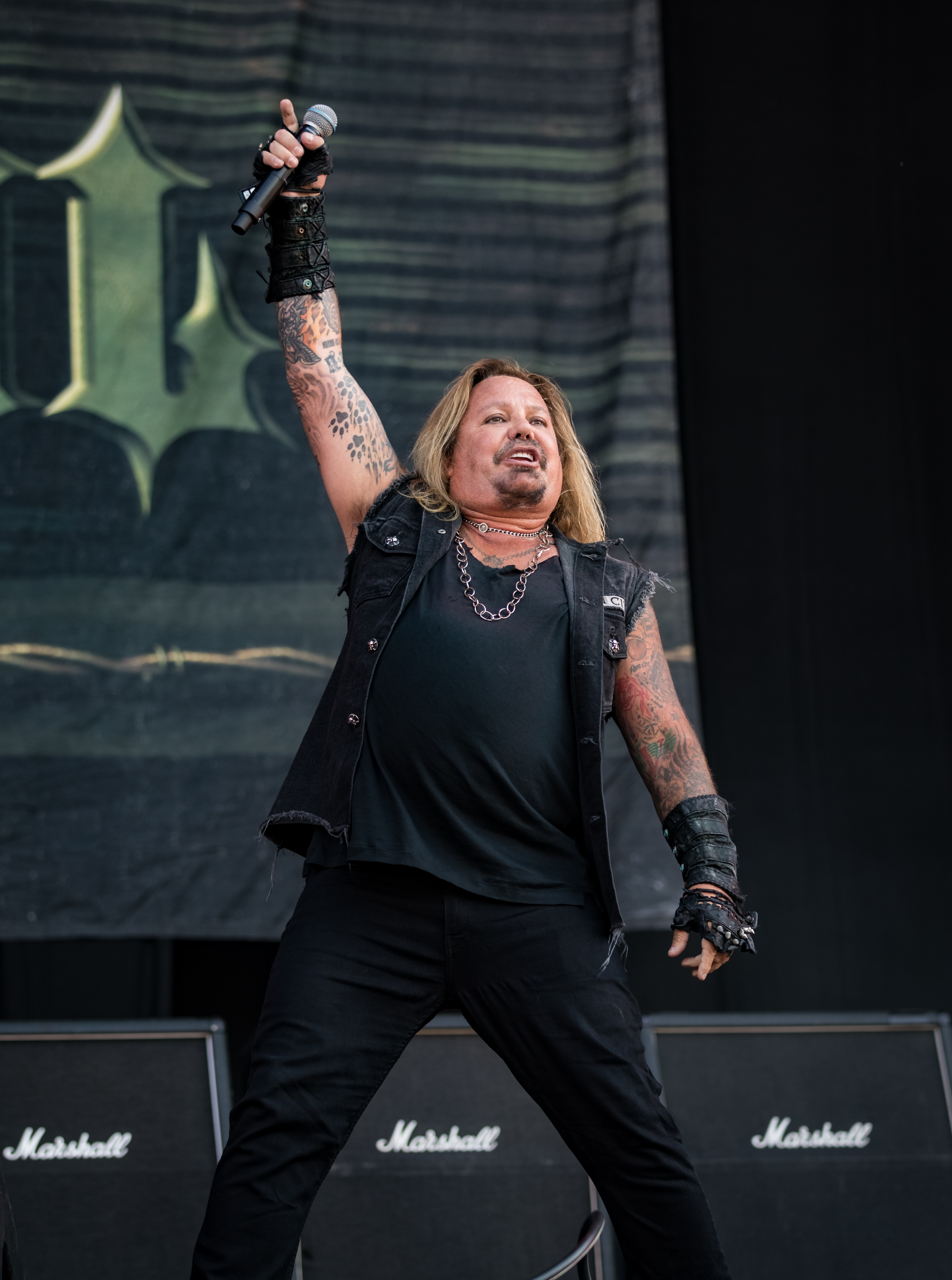
Vince Neil; * 8. Februar

- 08. Februar: Vince Neil, US-amerikanischer Musiker
- 11. Februar: George Balint, rumänischer Komponist, Dirigent und Pianist († 2019)
- 17. Februar: Olivier Charlier, französischer Geiger
- 18. Februar: Hagen Liebing, Musiker und leitender Musikredakteur bei dem Stadtmagazin Tip Berlin († 2016)
- 19. Februar: Philippe Auguin, französischer Dirigent
- 19. Februar: Dieter Hermsdorf, deutscher Komponist und Musikwissenschaftler († 2021)
- 19. Februar: Saul Zaks, argentinischer Dirigent und Musikpädagoge
- 22. Februar: Cristina Anghelescu, rumänische Geigerin
- 22. Februar: Lowell Liebermann, US-amerikanischer Komponist
- 27. Februar: Andreas Fulterer, italienischer Sänger († 2016)

### März
- 03. März: Anita Hegerland, norwegische Sängerin

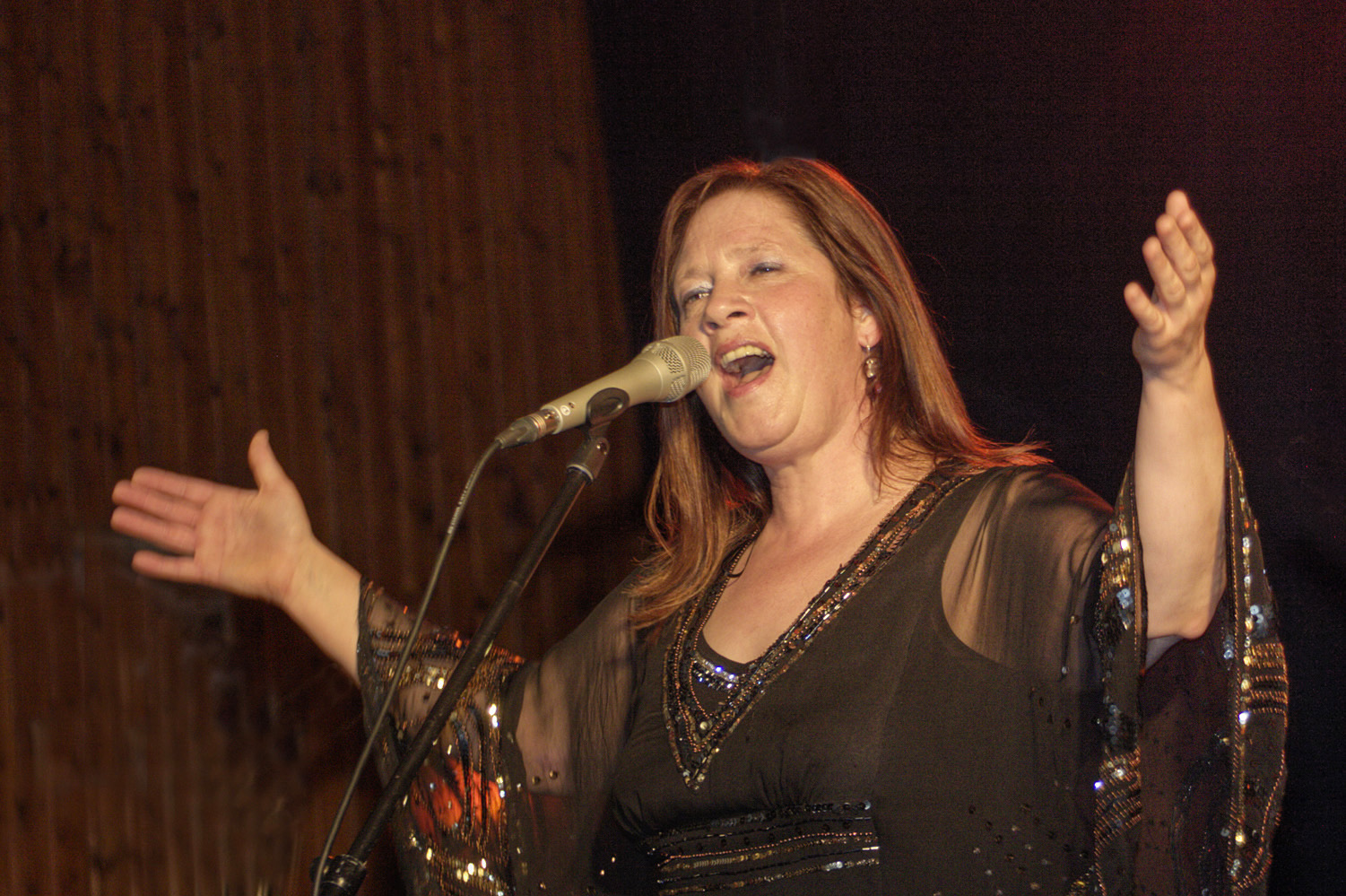
Kathy Kelly; * 6. März

- 06. März: Kathy Kelly, US-amerikanische Sängerin („The Kelly Family“)
- 07. März: Danny Tenaglia, DJ und Musikproduzent
- 08. März: Roland Bless, deutscher Musiker
- 08. März: José Feghali, brasilianischer Pianist und Musikpädagoge († 2014)
- 08. März: Gabriele Lechner, österreichische Opern- und Konzertsängerin († 2022)
- 11. März: Franklin Brown, niederländischer Sänger
- 14. März: Joseph Ascione, US-amerikanischer Jazz-Schlagzeuger († 2016)
- 15. März: Piotr Grella-Możejko, polnischer Komponist

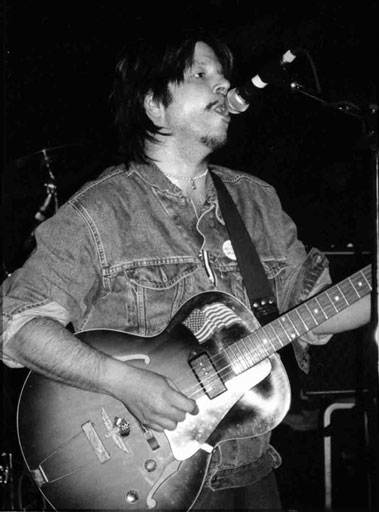
Grant Hart; * 18. März

- 18. März: Grant Hart, US-amerikanischer Schlagzeuger, Gitarrist und Songschreiber († 2017)
- 21. März: Kassie DePaiva, US-amerikanische Schauspielerin und Sängerin
- 21. März: Hubert Kah, deutscher Musiker
- 23. März: Eivind Aarset, norwegischer Jazz-Gitarrist und Komponist
- 25. März: Matt Catingub, US-amerikanischer Jazzmusiker (Saxophon, Piano, Arrangement, Komposition)
- 25. März: Kazuhito Yamashita, japanischer Konzertgitarrist

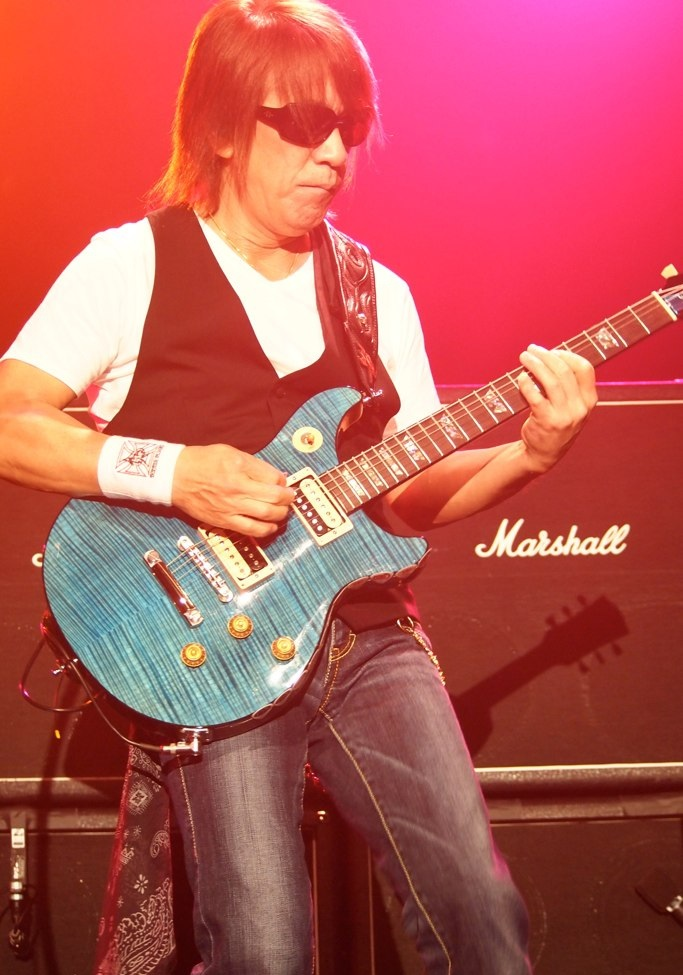
Takahiro Matsumoto; * 27. März

- 27. März: Takahiro Matsumoto, japanischer Gitarrist, Songschreiber und Komponist
- 29. März: Matt Letley, britischer Schlagzeuger
- 30. März: Jóhann Ásmundsson, isländischer Musiker

### April
- 03. April: Hakan Gürses, österreichischer Philosoph, Erwachsenenbildner, Journalist und Musiker
- 03. April: Eddie Murphy, US-amerikanischer Schauspieler, Comedian und Sänger
- 04. April: Erika Strobl, österreichische Gitarristin
- 09. April: Jean Aussanaire, französischer Jazzmusiker († 2017)

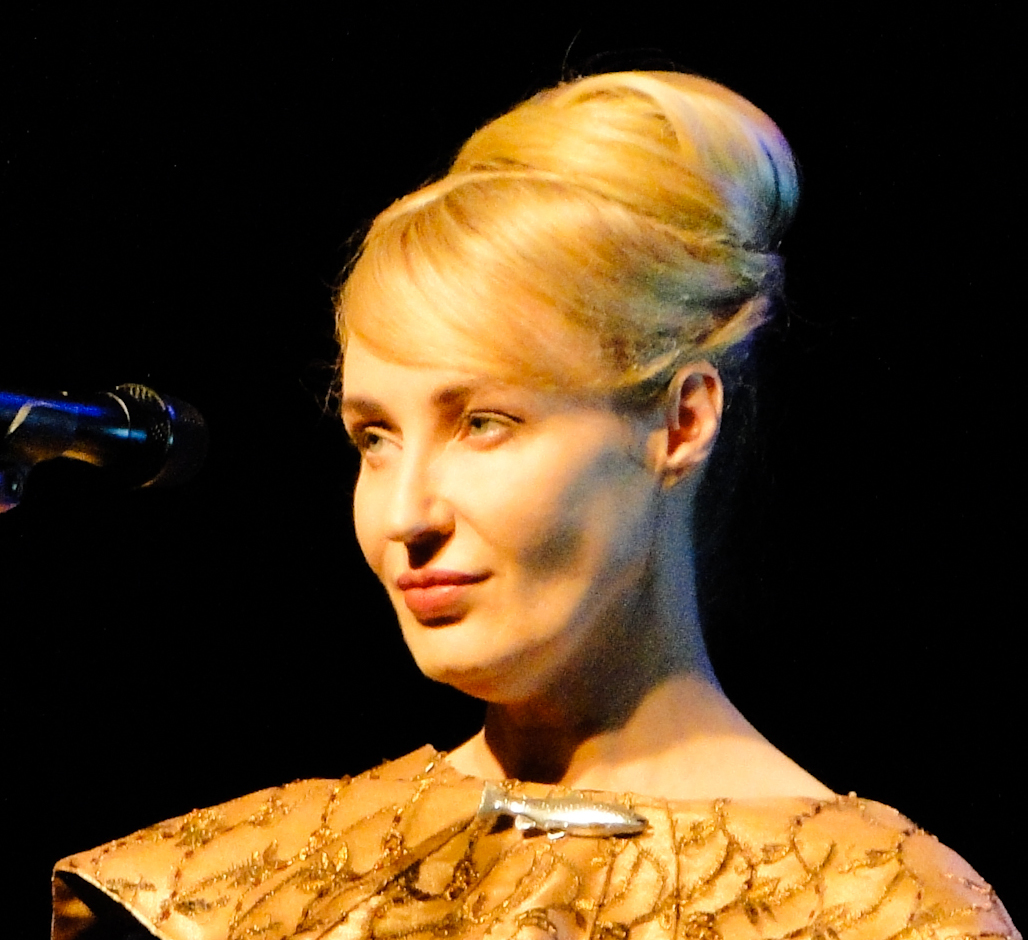
Lisa Gerard; * 12. April

- 12. April: Lisa Gerrard, australische Musikerin und Sängerin
- 12. April: Richard Janssen, niederländischer Songwriter, Sänger und Gitarrist
- 12. April: Christophe Rousset, französischer Cembalist und Dirigent
- 12. April: D. D. Verni, US-amerikanischer Musiker
- 14. April: Michel Banabila, niederländischer Komponist und Klangkünstler
- 15. April: Luca Barbarossa, italienischer Sänger
- 16. April: Doris Dragović, kroatische Sängerin
- 18. April: Franco Cesarini, Schweizer Komponist und Dirigent
- 19. April: David Klein, Schweizer Musiker und Komponist
- 25. April: Carl Allen, US-amerikanischer Jazzmusiker
- 25. April: Truls Mørk, norwegischer Cellist
- 26. April: Mike Francis, italienischer Sänger und Komponist († 2009)
- 28. April: Julia Jones, britische Dirigentin

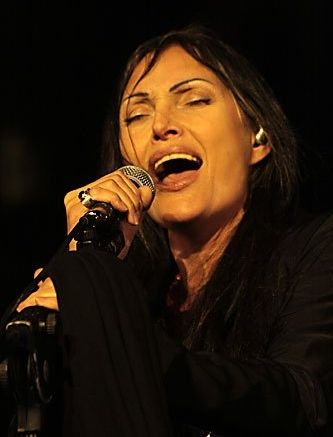
Anna Oxa; * 28. April

- 28. April: Anna Oxa, italienische Sängerin

### Mai
- 01. Mai: Timna Brauer, österreichische Sängerin
- 03. Mai: David Immerglück, US-amerikanischer Gitarrist
- 04. Mai: Jay Aston, britische Sängerin
- 05. Mai: Tobias Seyb, deutscher Musiker
- 05. Mai: Andreas Wittmann, deutscher Oboist

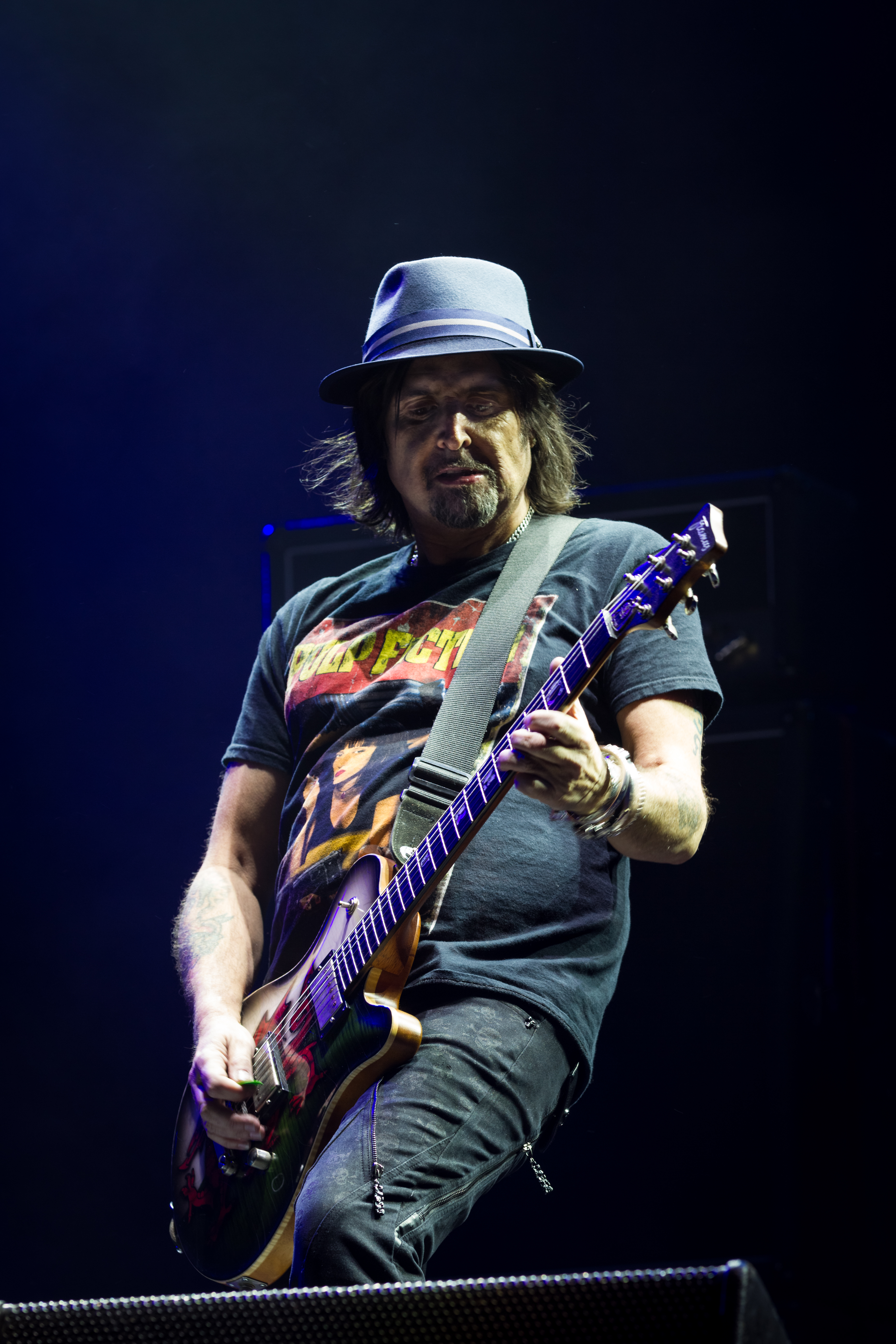
Phil Campbell; * 7. Mai

- 07. Mai: Phil Campbell, britischer Gitarrist und Musiker
- 07. Mai: Robert Spano, US-amerikanischer Dirigent, Pianist und Komponist
- 07. Mai: Mihaela Stănculescu-Vosganian, rumänische Komponistin
- 10. Mai: Henry Arnold, deutscher Schauspieler, Musiker und Regisseur
- 10. Mai: Danny Carey, US-amerikanischer Schlagzeuger
- 12. Mai: Billy Duffy, britischer Gitarrist
- 17. Mai: Tejendra Narayan Majumdar, indischer Sarodspieler, Komponist und Musikpädagoge
- 18. Mai: Gregg Karukas, US-amerikanischer Smooth-Jazz-Musiker
- 20. Mai: Dan Wilson, US-amerikanischer Rockmusiker, Songwriter und Musikproduzent
- 24. Mai: Ricardo Lorenz, venezolanischer Komponist und Musikpädagoge
- 30. Mai: Jesús Rueda, spanischer Komponist und Musikpädagoge

### Juni
- 01. Juni: Sophie Rois, österreichische Schauspielerin und Sängerin
- 06. Juni: Gary Thomas, US-amerikanischer Jazzmusiker

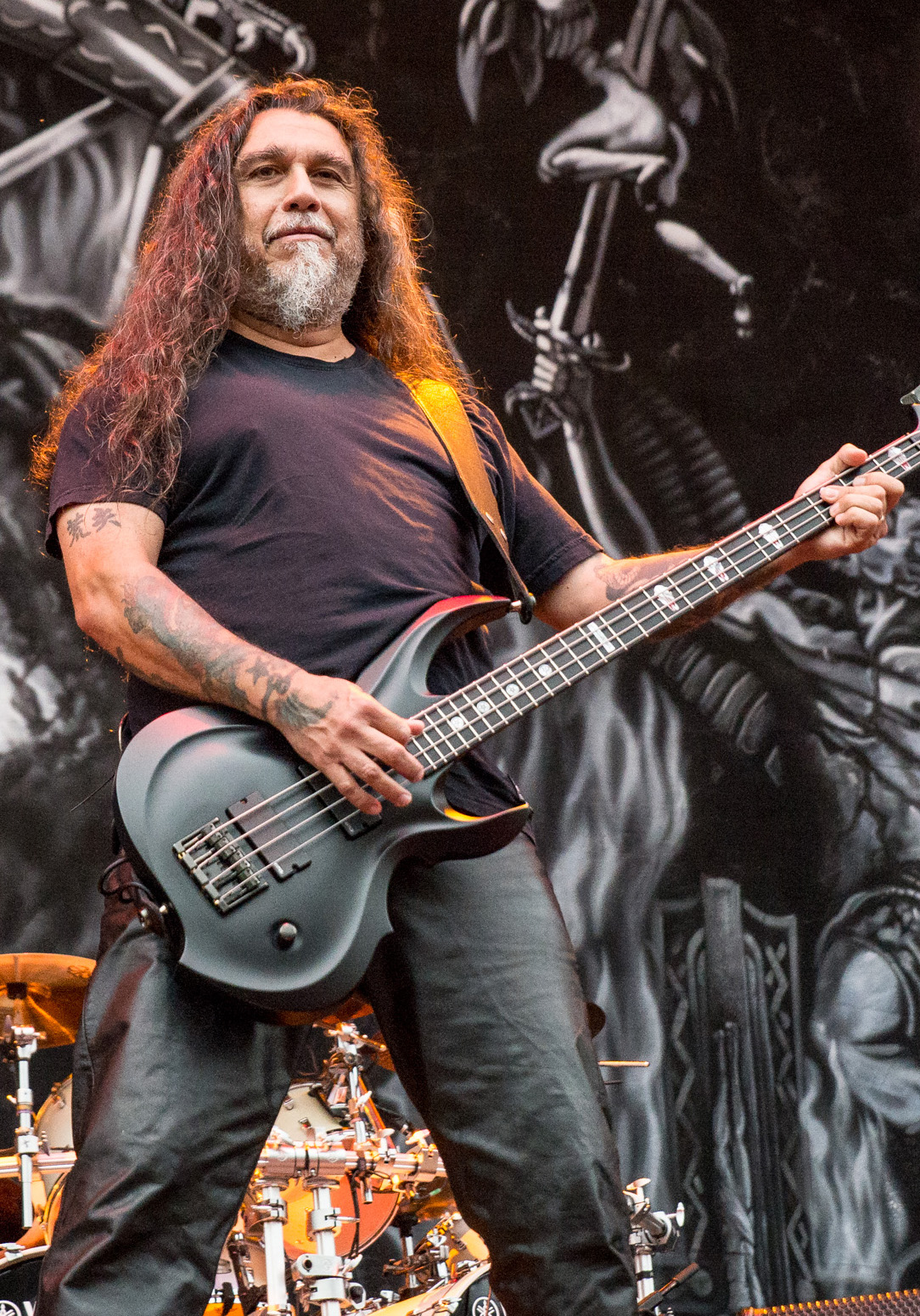
Tom Araya; * 6. Juni

- 06. Juni: Tom Araya, Bassist und Sänger der Band Slayer
- 07. Juni: Wylie Gustafson, US-amerikanischer Country und Western-Musiker
- 07. Juni: Majella Stockhausen, deutsche Konzertpianistin
- 09. Juni: Lisa del Bo, belgische Sängerin
- 10. Juni: Kim Deal, US-amerikanische Musikerin
- 10. Juni: Dietrich Hahne, deutscher Komponist und Medienkünstler
- 10. Juni: Ingo Reidl, deutscher Komponist und Produzent
- 12. Juni: Johan van der Linden, niederländischer Saxophonist, Arrangeur und Komponist

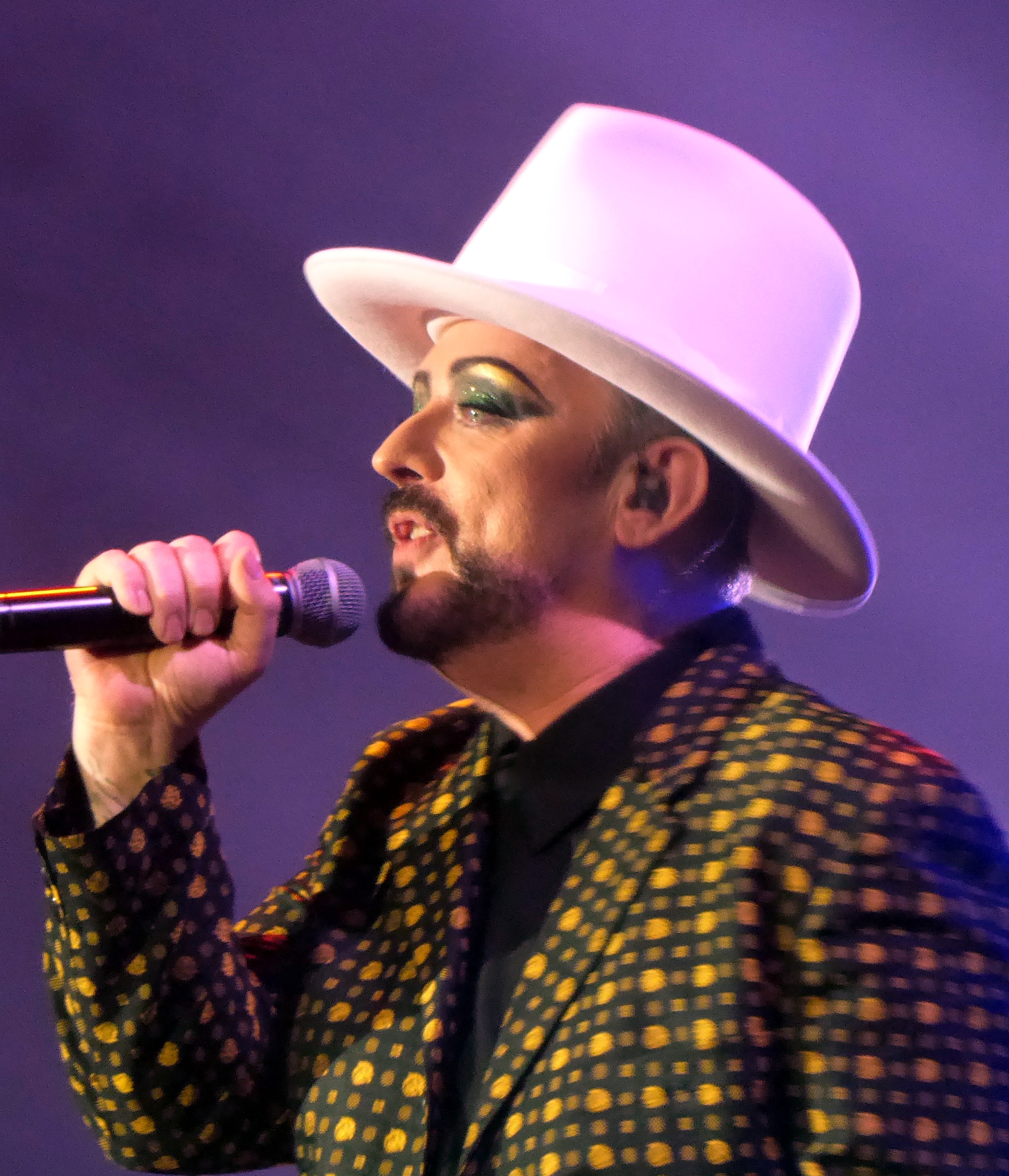
Boy George; * 14. Juni

- 14. Juni: Boy George, britischer Sänger
- 14. Juni: Martin Weiss, deutscher Jazzmusiker (Geige, Gitarre) († 2024)
- 15. Juni: Angá Díaz, kubanischer Perkussionist († 2006)
- 15. Juni: Kai Eckhardt, deutscher Jazz- und Fusionmusiker
- 17. Juni: Muslimgauze, britischer Musiker († 1999)

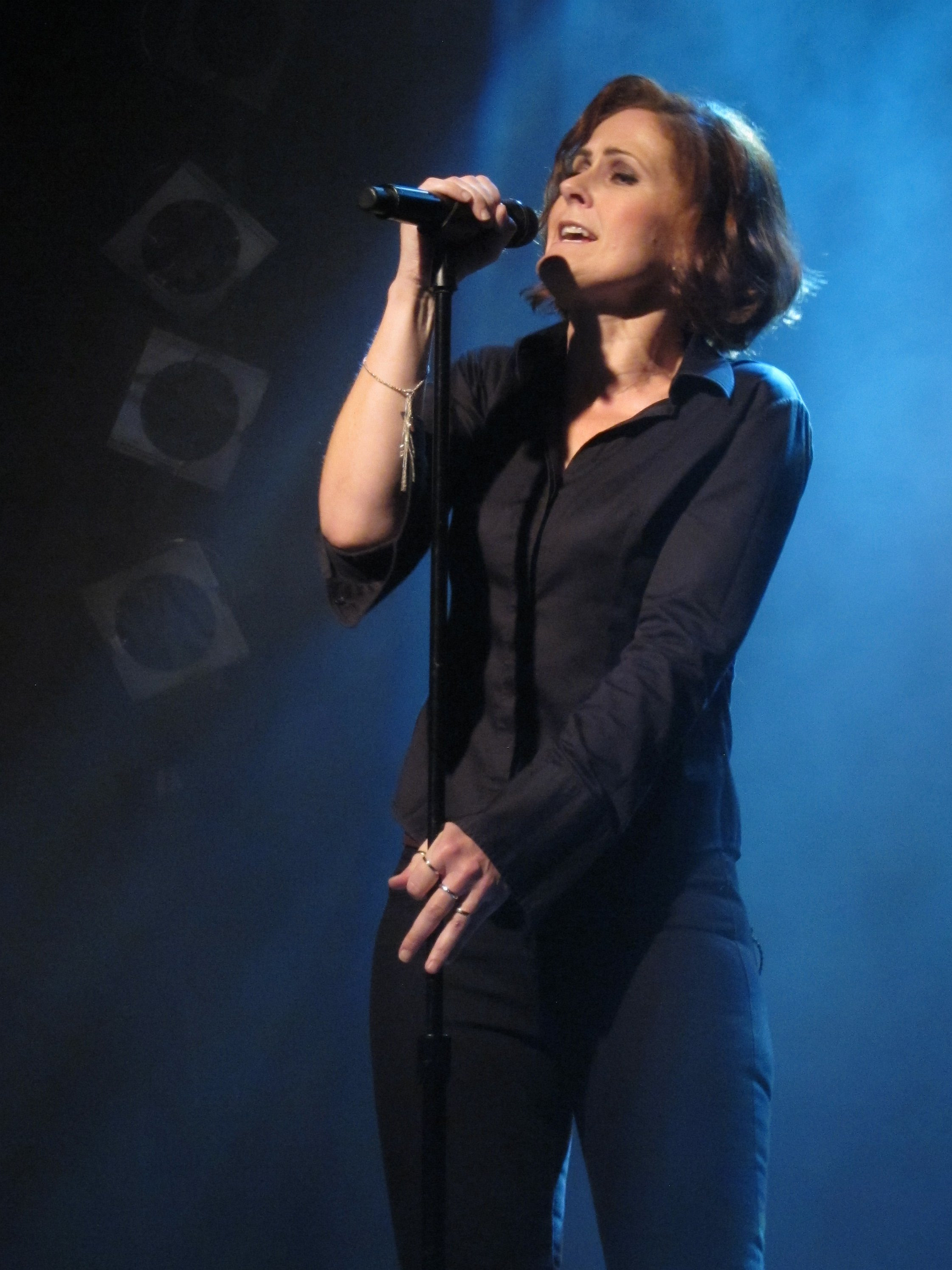
Alison Moyet; * 18. Juni

- 18. Juni: Alison Moyet, britische Sängerin
- 20. Juni: Belkis Concepción, dominikanische Sängerin
- 21. Juni: Manu Chao, französischer Sänger und Gitarrist baskisch-galicischer Abstammung
- 21. Juni: Christian Esch, deutscher Kulturmanager und Musikwissenschaftler
- 22. Juni: Jimmy Somerville, britischer Musiker
- 24. Juni: Marvin O. Smith Junior, US-amerikanischer Jazzschlagzeuger
- 25. Juni: Sergei Wladimirowitsch Paramonow, russisch-sowjetischer Kinder-Sänger († 1998)
- 29. Juni: Greg Hetson, US-amerikanischer Gitarrist

### Juli
- 01. Juli: Vito Bratta, US-amerikanischer Musiker
- 01. Juli: Rolf Kasparek, deutscher Musiker
- 04. Juli: M. M. Keeravani, indischer Filmkomponist, Sänger und Textdichter
- 06. Juli: Robin Antin, US-amerikanische Choreographin, Videoregisseurin und Schauspielerin
- 06. Juli: Robert Heaton, britischer Schlagzeuger († 2004)
- 08. Juli: Xabiiba Cabdilaahi, dschibutische Sängerin († 2020)

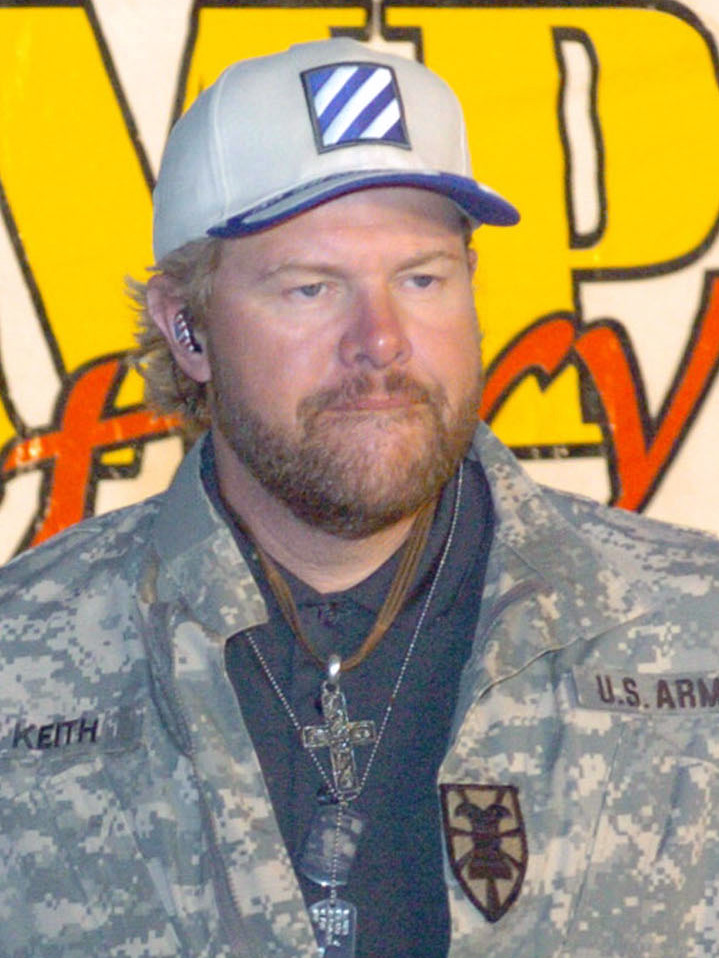
Toby Keith; * 8. Juli

- 08. Juli: Toby Keith, US-amerikanischer Country-Sänger († 2024)

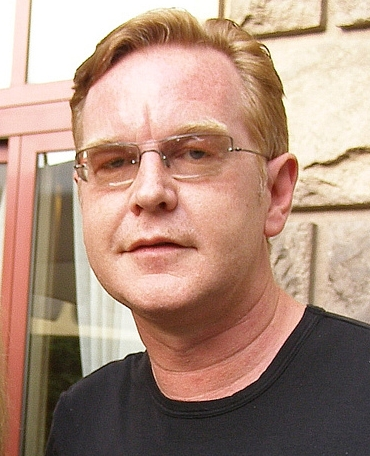
Andrew Fletcher; * 8. Juli

- 08. Juli: Andrew Fletcher, britischer Musiker († 2022)
- 17. Juli: Guru, US-amerikanischer Rapper († 2010)
- 19. Juli: Alexander Blume, deutscher Blues- und Boogie-Pianist
- 20. Juli: Michael Beckmann, deutscher Filmkomponist und Musiker
- 20. Juli: Jürgen Wolf, deutscher Organist und Dirigent
- 21. Juli: Jim Martin, US-amerikanischer Musiker
- 22. Juli: Ibo Bekirovic, deutscher Sänger († 2000)
- 22. Juli: Maalesh, komorischer Sänger
- 22. Juli: Ueli Schmezer, Schweizer Journalist, Moderator und Musiker
- 22. Juli: Keith Sweat, US-amerikanischer R&B-Sänger
- 23. Juli: Martin Gore, britischer Musiker
- 26. Juli: Keiko Matsui, japanische Keyboarderin und Komponistin
- 31. Juli: Isabel Varell, deutsche Sängerin, Schauspielerin, Musicaldarstellerin und Fernsehmoderatorin

### August
- 02. August: David Binney, US-amerikanischer Jazzmusiker
- 02. August: Cui Jian, koreanisch-chinesischer Rockmusiker
- 05. August: Mark O’Connor, US-amerikanischer Geiger, Komponist und Musikpädagoge
- 07. August: Carlos Vives, kolumbianischer Sänger und Schauspieler

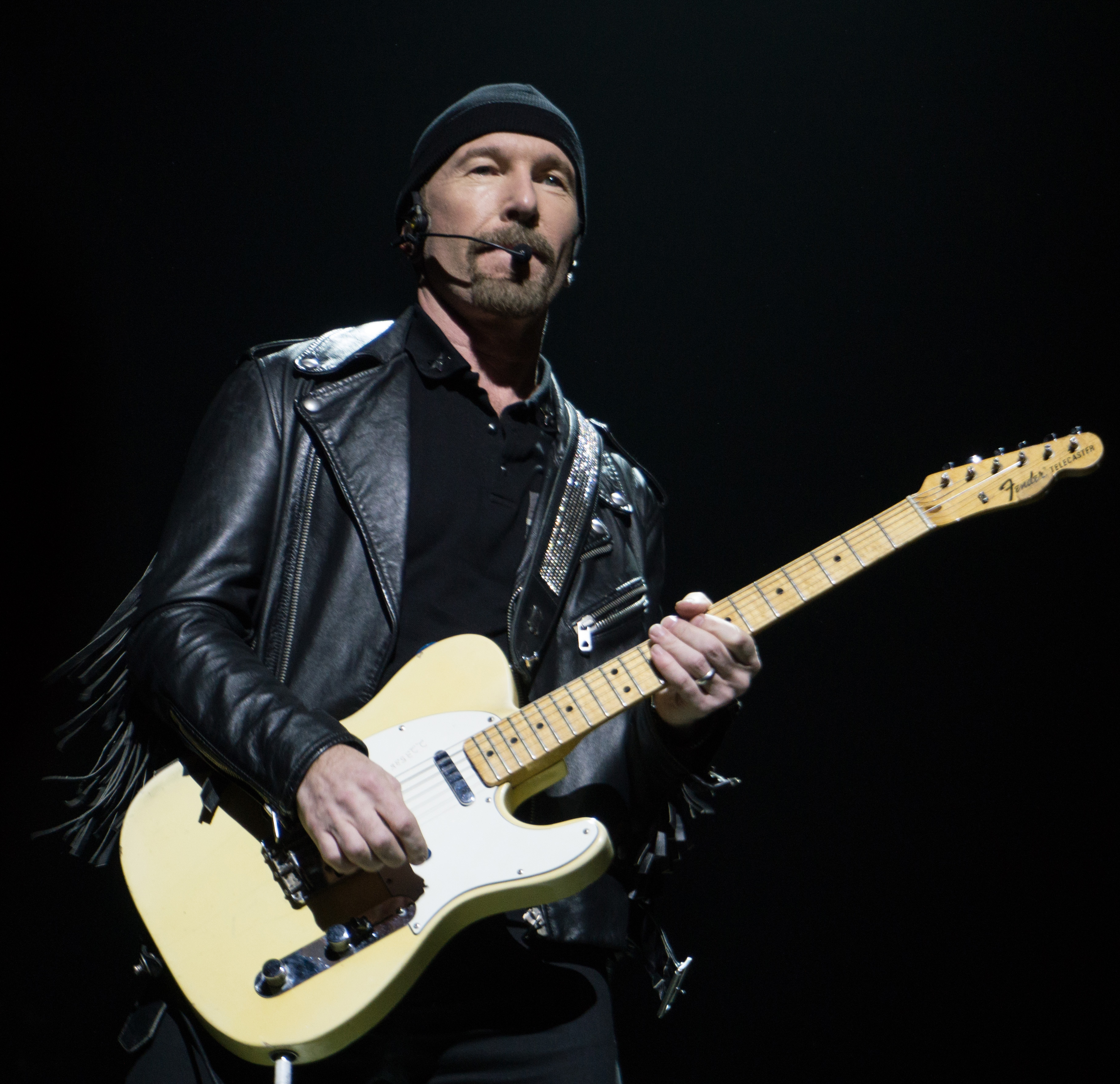
The Edge; * 8. August

- 08. August: The Edge, Gitarrist der irischen Band U2
- 08. August: Annemieke Verdoorn, niederländische Sängerin und Schauspielerin
- 11. August: Rachel Laurin, kanadische Komponistin und Organistin († 2023)
- 12. August: Roy Hay, britischer Musiker
- 12. August: Dieter Landuris, deutscher Schauspieler, Synchronsprecher und Sänger
- 15. August: Matt Johnson, britischer Musiker
- 21. August: David Morales, US-amerikanischer House-Musiker und DJ
- 22. August: Debbi Peterson, US-amerikanische Musikerin
- 23. August: Dean DeLeo, US-amerikanischer Rockgitarrist

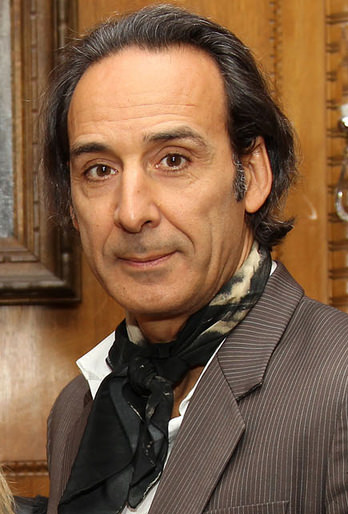
Alexandre Desplat; * 23. August

- 23. August: Alexandre Desplat, französischer Komponist
- 25. August: Billy Ray Cyrus, US-amerikanischer Country-Sänger
- 25. August: Michele Trenti, italienischer Komponist, Dirigent und Gitarrist
- 27. August: Yolanda Adams, US-amerikanische Gospelsängerin
- 27. August: Thomas Buchholz, deutscher Komponist
- 28. August: Kim Appleby, britische Sängerin
- 31. August: Anri, japanische Popsängerin und Songschreiberin
- 31. August: Neill Archer, britischer Tenor
- 31. August: Wolly Düse, deutscher Rockmusiker und Komponist
- 31. August: Bruce Guthro, kanadischer Folksänger († 2023)
- 31. August: Martin Weinert, deutscher Jazzmusiker (Kontrabass, Komposition)

### September
- 02. September: Hasmik Papian, armenische Sopranistin
- 04. September: Dirk Schäfer, deutscher Boxer und Musiker, Opfer der SED-Diktatur
- 06. September: Willy Astor, bayerischer Kabarettist, Musiker und Komponist
- 06. September: Pål Waaktaar, norwegischer Popmusiker
- 07. September: Jean-Yves Thibaudet, französischer Pianist

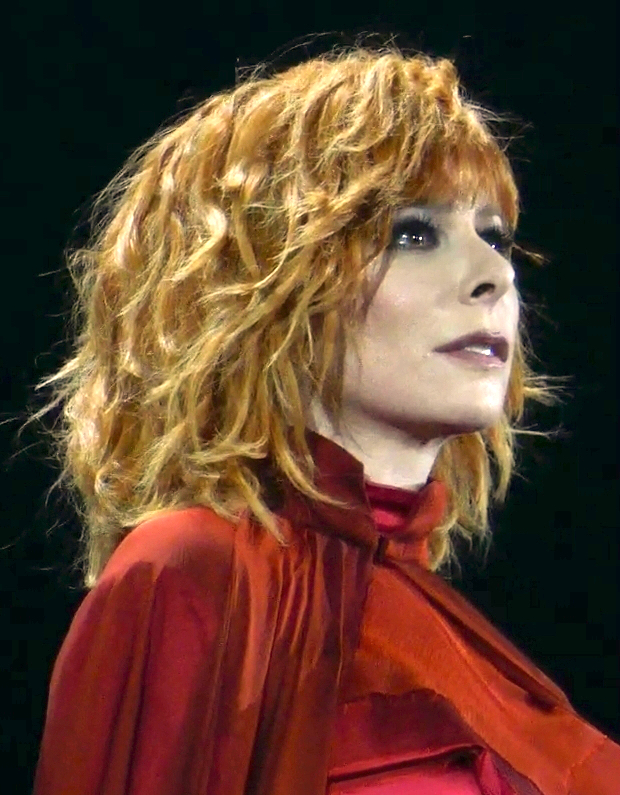
Mylène Farmer; * 12. September

- 12. September: Mylène Farmer, franko-kanadische Popsängerin
- 13. September: Dave Mustaine, US-amerikanischer Sänger und Gitarrist
- 19. September: Peter Autschbach, deutscher Gitarrist, Komponist und Musikpädagoge
- 21. September: Thomas Klemm, deutscher Musiker, Komponist und Musikproduzent
- 23. September: Daúde, brasilianische Sängerin, Schauspielerin und Fotomodell
- 24. September: Michael Tavera, US-amerikanischer Komponist
- 30. September: Sally Yeh, hongkongchinesische Sängerin und Schauspielerin

### Oktober
- 01. Oktober: Kay Johannsen, deutscher Organist, Cembalist, Dirigent und Chorleiter

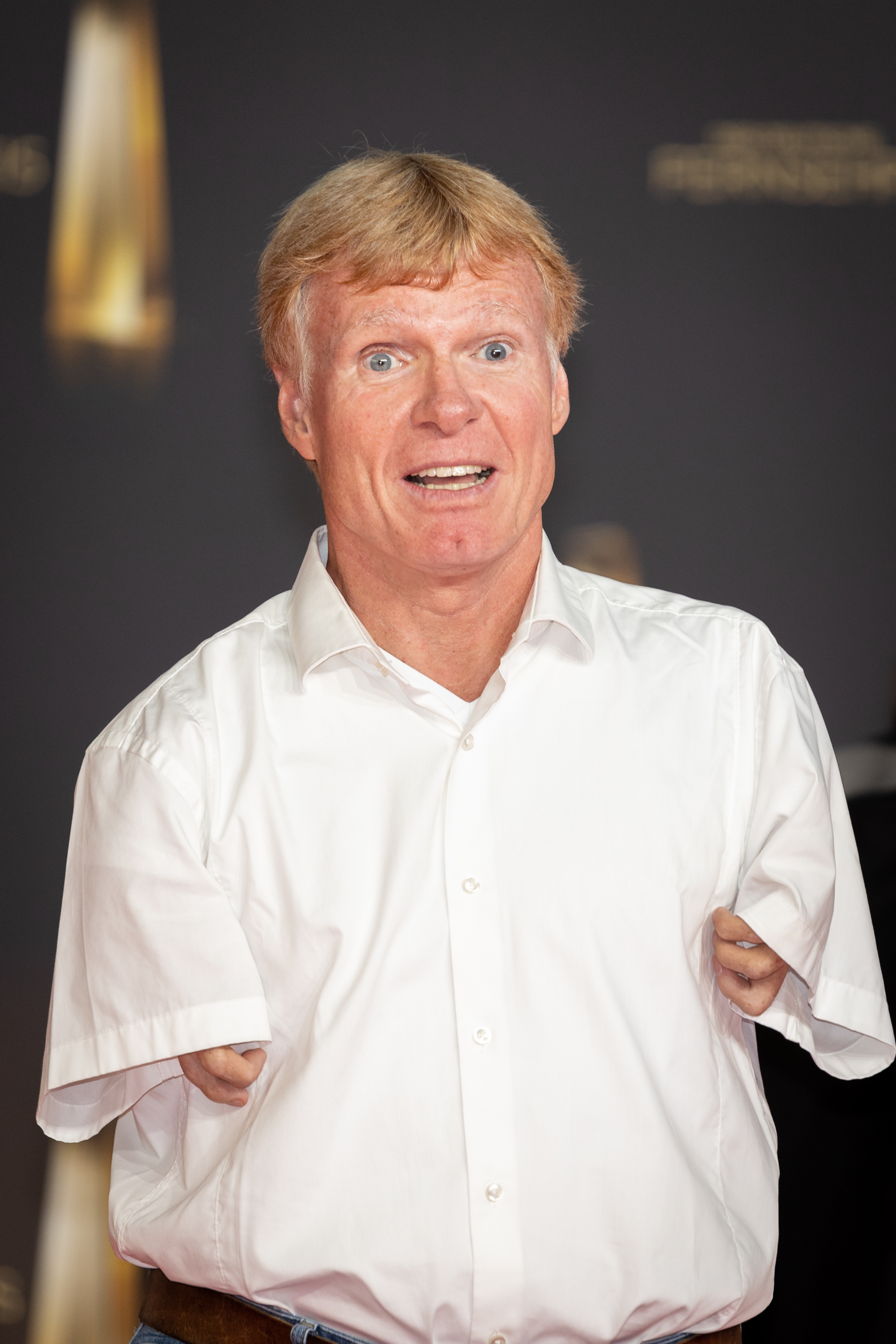
Matthias Berg; * 3. Oktober

- 03. Oktober: Matthias Berg, deutscher Jurist, Hornist und Behinderten-Sportler
- 03. Oktober: Ludger Stühlmeyer, deutscher Kantor, Komponist und Musikwissenschaftler
- 04. Oktober: Jon Secada, US-amerikanischer Sänger und Liedermacher
- 06. Oktober: Sonja Lumme, finnische Schlagersängerin
- 11. Oktober: Gilda, argentinische Popsängerin († 1996)
- 12. Oktober: Malik Mansurov, aserbaidschanischer Tarspieler und Musikpädagoge
- 16. Oktober: Gene Jackson, US-amerikanischer Jazzmusiker
- 17. Oktober: Thomas Mohr, deutscher Sänger (Tenor)

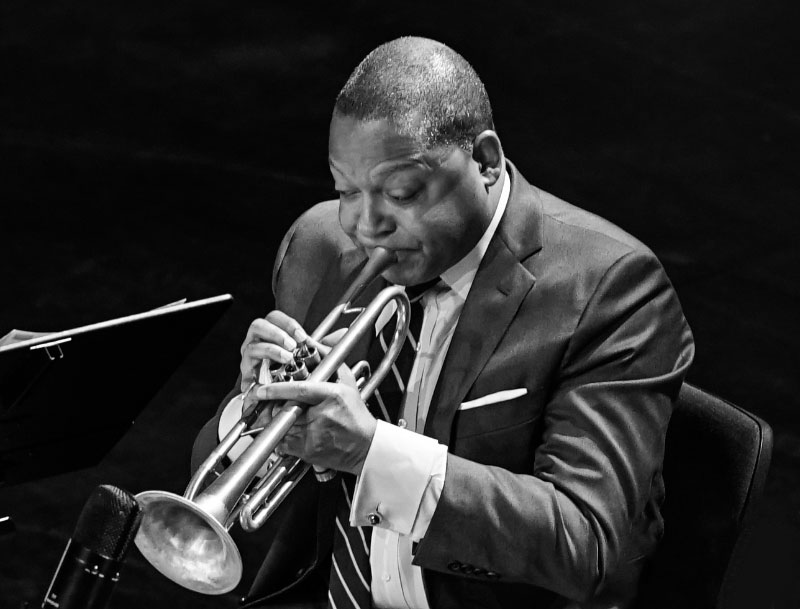
Wynton Marsalis; * 18. Oktober

- 18. Oktober: Wynton Marsalis, US-amerikanischer Jazztrompeter
- 18. Oktober: Arnis Mednis, lettischer Popsänger und Komponist
- 20. Oktober: Audun Kleive, norwegischer Jazzmusiker
- 22. Oktober: D’Gary, madagassischer Gitarrist
- 23. Oktober: David Kitay, US-amerikanischer Filmkomponist
- 24. Oktober: Rick Margitza, US-amerikanischer Jazzmusiker
- 25. Oktober: Franck Amsallem, französischer Jazz-Pianist und Komponist

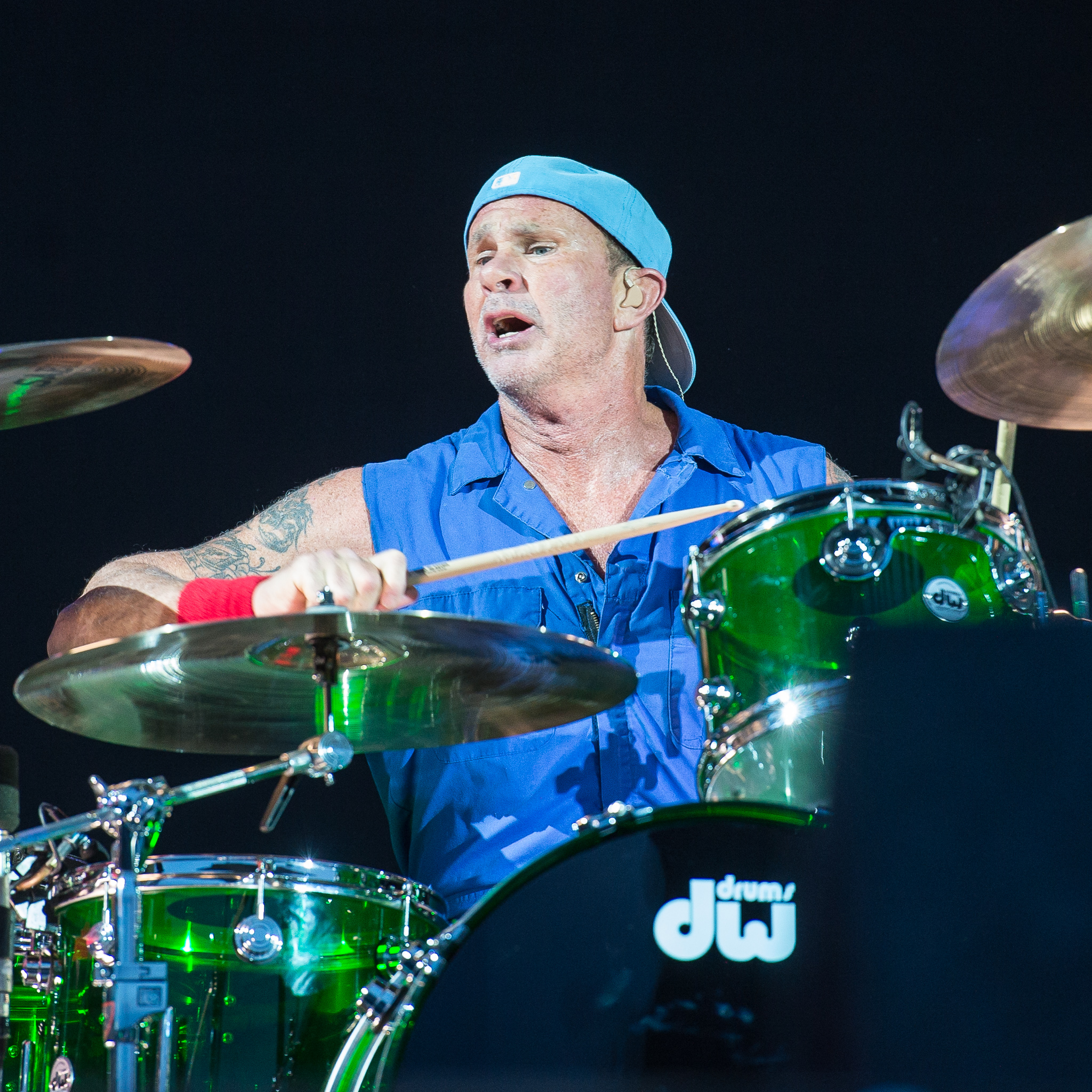
Chad Smith; * 25. Oktober

- 25. Oktober: Chad Smith, Schlagzeuger der kalifornischen Funk-Rockband Red Hot Chili Peppers
- 27. Oktober: Hanna Hartman, schwedische Komponistin und Klangkünstlerin
- 29. Oktober: Randy Jackson, US-amerikanischer Sänger und Musiker
- 31. Oktober: Larry Mullen, Jr., irischer Musiker

### November
- 01. November: Frank Kirchner, deutscher Jazzsaxophonist († 2024)
- 02. November: K.d. lang, kanadische Country- und Pop-Sängerin
- 05. November: David Bryson, US-amerikanischer Gitarrist und Musikproduzent
- 06. November: Craig Goldy, US-amerikanischer Gitarrist
- 07. November: Edi Angelillo, italienische Schauspielerin und Sängerin

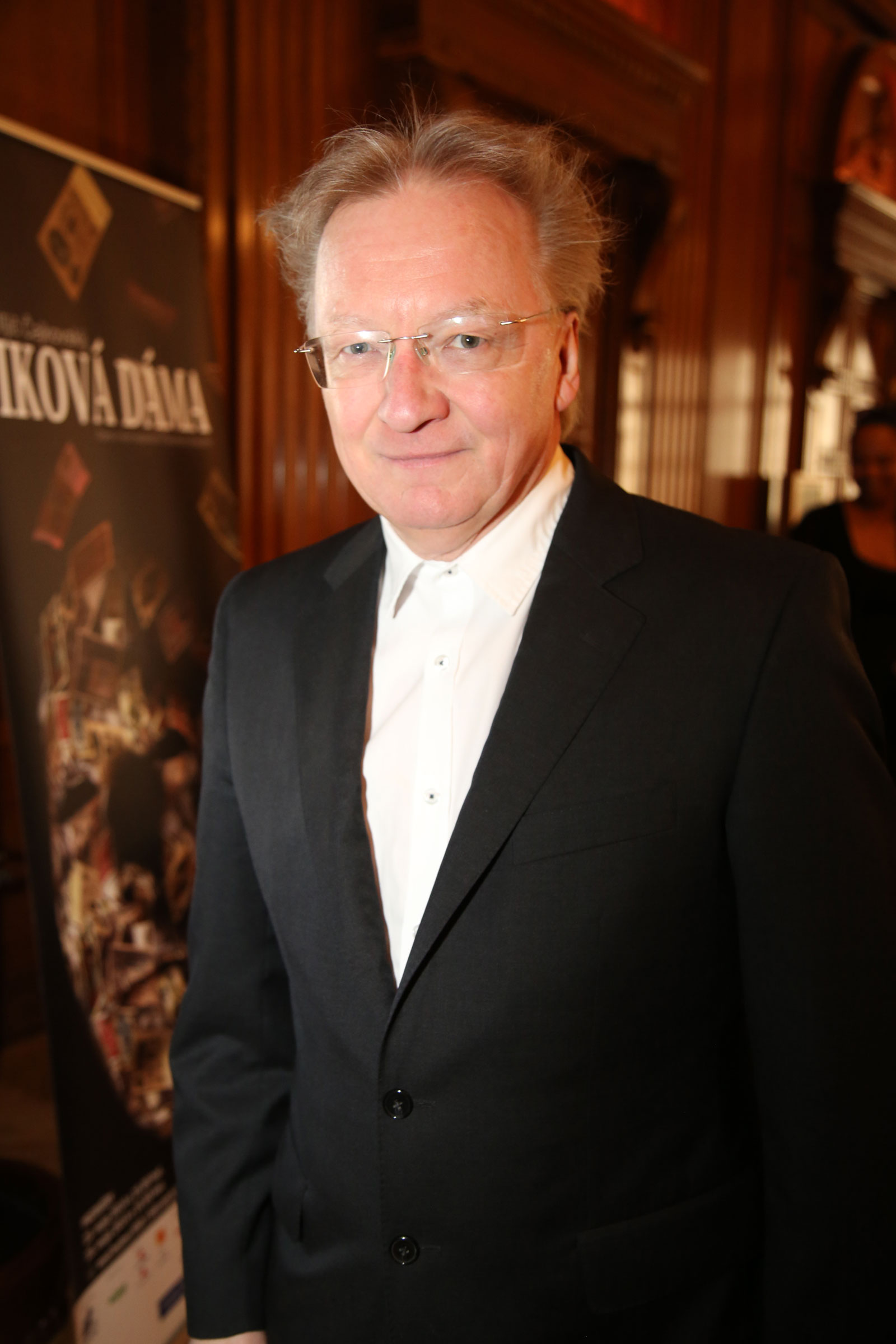
Friedrich Haider; * 7. November

- 07. November: Friedrich Haider, österreichischer Dirigent und Pianist
- 08. November: Leif Garrett, US-amerikanischer Schauspieler und Popsänger
- 09. November: Sandra Kreisler, US-amerikanisch-deutsch-österreichische Schauspielerin, Chansonnette, Autorin
- 11. November: Pilo, deutscher Musiker, Komponist und Theaterautor (bürgerlicher Name: Martin Rector)
- 13. November: Tracy Dahl, kanadische Sängerin
- 15. November: Volker Ahmels, deutscher Pianist
- 16. November: Corinne Hermès, französische Sängerin
- 20. November: Erik Oña, argentinischer Komponist, Dirigent und Musikpädagoge († 2019)
- 23. November: Nicolas Bacri, französischer Komponist

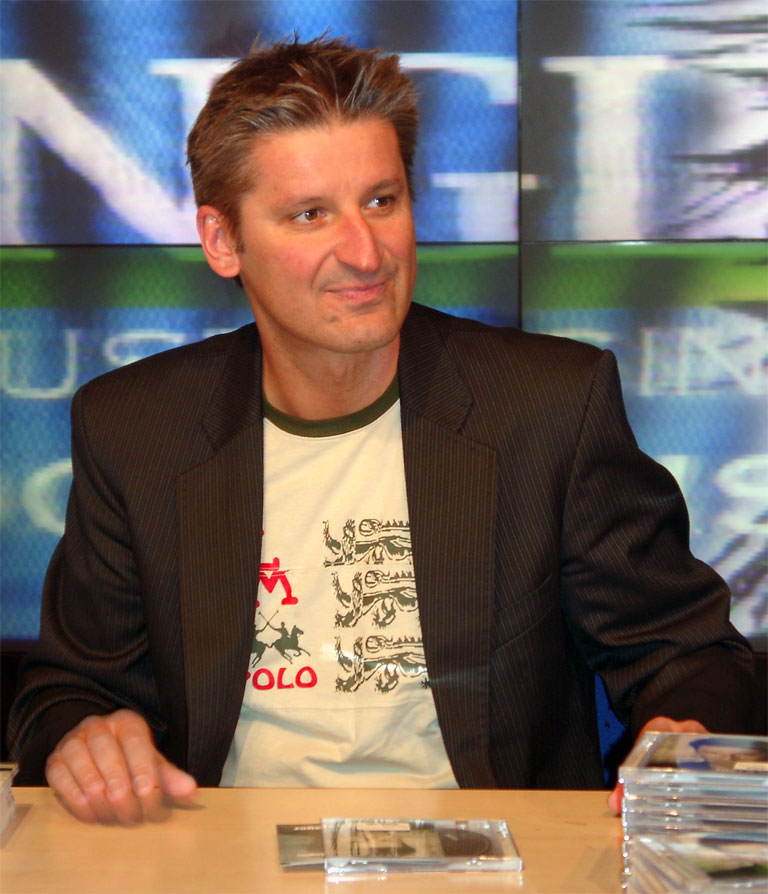
Hartmut Engler; * 24. November

- 24. November: Hartmut Engler, deutscher Sänger und Pop-Musiker
- 24. November: Kuba Sienkiewicz, polnischer Rockmusiker, Singer-Songwriter, Komponist, Autor und Neurologe
- 26. November: Dirk Michaelis, deutscher Sänger und Komponist
- 28. November: Krzysztof Bąkowski, polnischer Geiger

### Dezember
- 01. Dezember: Lito Vitale, argentinischer Rockmusiker und Komponist
- 05. Dezember: Sophia Vossou, griechische Sängerin und Moderatorin
- 06. Dezember: Robin Aspland, britischer Jazz-Pianist und Keyboarder
- 11. Dezember: Dave King, irischer Musiker
- 11. Dezember: Darryl Jones, US-amerikanischer Bassist
- 12. Dezember: Julie Giroux, US-amerikanische Komponistin und Arrangeurin

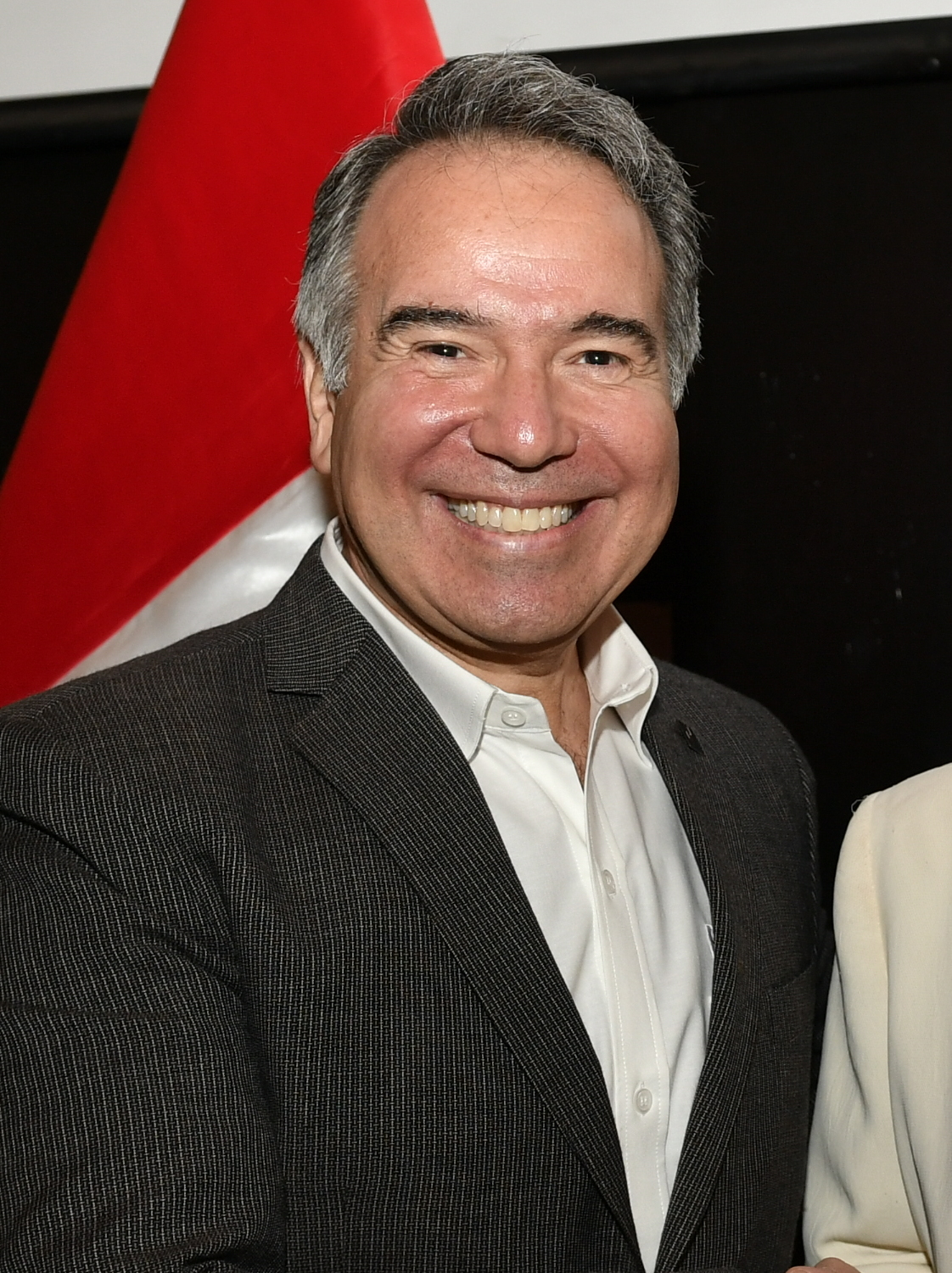
Francesco Petrozzi; * 13. Dezember

- 13. Dezember: Francesco Petrozzi, peruanischer Opernsänger und Politiker († 2024)
- 14. Dezember: Guri Schanke, norwegische Schauspielerin, Sängerin und Tänzerin
- 16. Dezember: Ron Athey, US-amerikanischer Performancekünstler und Musiker
- 18. Dezember: Angie Stone, US-amerikanische Sängerin († 2025)

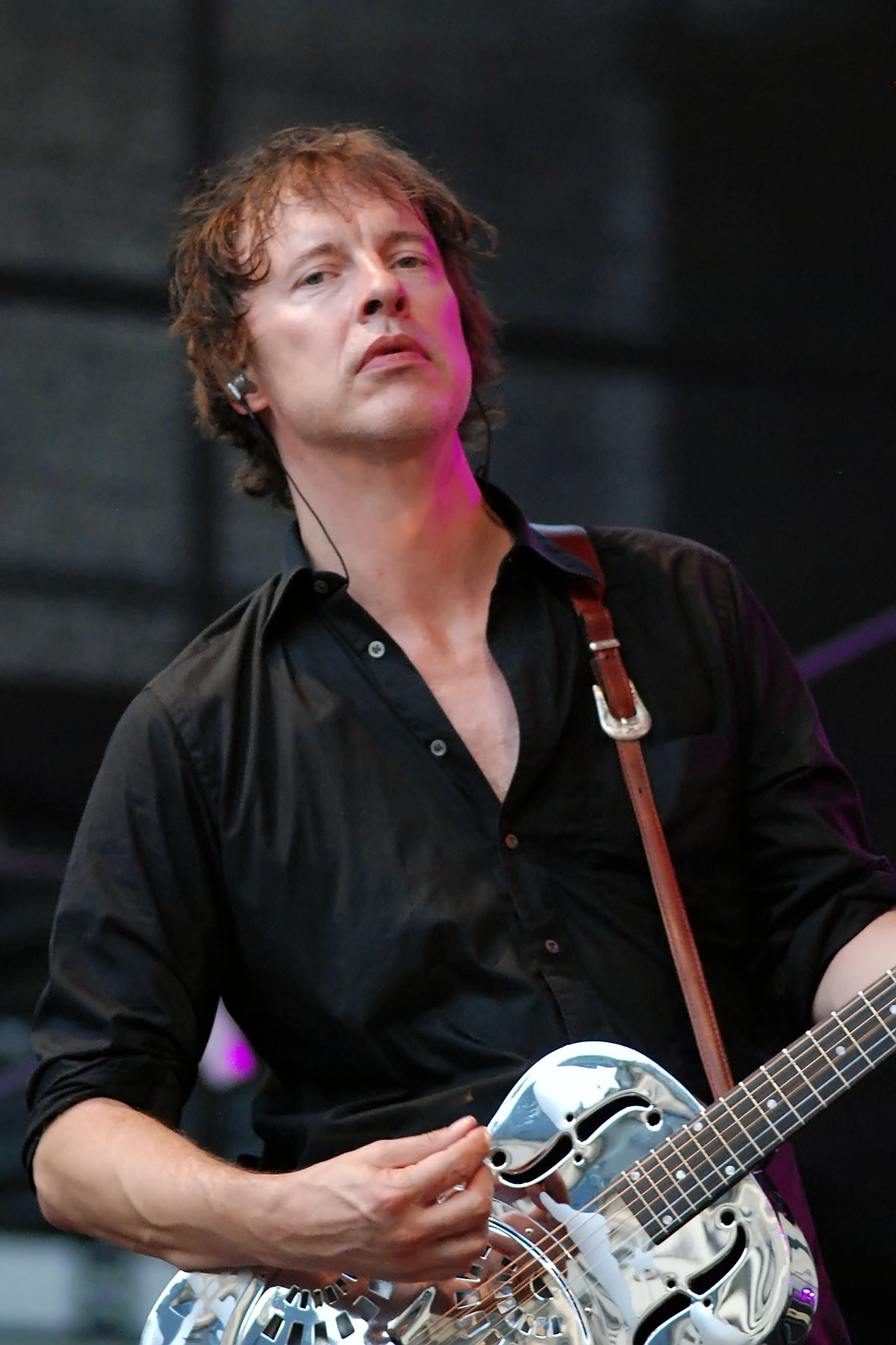
Helmut Krumminga; * 22. Dezember

- 22. Dezember: Helmut Krumminga, deutscher Rock-Gitarrist
- 22. Dezember: Angelo Verploegen, niederländischer Jazztrompeter
- 24. Dezember: François Moutin, französischer Jazz-Bassist
- 24. Dezember: Louis Moutin, französischer Jazz-Schlagzeuger
- 29. Dezember: Lê Quan Ninh, französischer Perkussionist

### Genaues Geburtsdatum unbekannt
- Pablo Aguirre, argentinischer Komponist und Pianist
- Dianne Aitken, kanadische Flötistin und Musikpädagogin
- Marco Ariano, italienischer Jazzschlagzeuger und Multimediakünstler
- Wowka Aschkenasi, russischer Pianist
- Gwyn Ashton, australischer Rockmusiker und Sänger
- Stefano Canuti, italienischer Fagottist und Musikpädagoge
- Chan Ming-chi, chinesischer Komponist und Musikpädagoge
- Mark Deutsch, US-amerikanischer Bassist und Sitarspieler († 2025)
- Carlos Alfredo Fatule, dominikanischer Sänger, Schauspieler und Entertainer
- Charles Hart, britischer Liedtexter, Librettist und Songwriter
- Peter Herrmann, deutscher Musiker, Komponist und Musikproduzent
- Rainer Honeck, österreichischer Geiger
- Tilman Hoppstock, deutscher Konzertgitarrist
- Thilo Thomas Krigar, deutscher Komponist und Cellist
- Christophe Mantoux, französischer Organist
- Herbert Mayr, österreichischer Kontrabassist und Musikpädagoge
- Gerardo Núñez, spanischer Flamenco-Gitarrist
- Dimitris Psonis, griechischer Musiker
- Jon Sass, US-amerikanischer Tubist
- Janine Schneider, deutsche Tänzerin, Choreographin und Tanzpädagogin
- Michael Schumacher, US-amerikanischer Choreograf, Balletttänzer und -lehrer
- Massoud Shaari, iranischer Setar-Spieler und Komponist
- Daniela Simmons, italienisch-schweizerische Komponistin, Pianistin und Sängerin
- Jürgen Sonnentheil, deutscher Kirchenmusiker
- Marcus Weiss, Schweizer Saxophonist und Musikpädagoge
- Tomohiro Yahiro, japanischer Rock- und Jazzperkussionist
- Jacques Zoon, niederländischer Flötist

### Geboren um 1961
- Samir Ćeremida, bosnischer Musiker, Bassist und Songwriter

## Gestorben

### Januar
- 14. Januar: Gérald Gagnier, kanadischer Komponist, Trompeter und Kapellmeister (* 1926)
- 16. Januar: János Viski, ungarischer Komponist (* 1906)
- 17. Januar: Blind Simmie Dooley, US-amerikanischer Blues-Sänger und Gitarrist (* 1881)

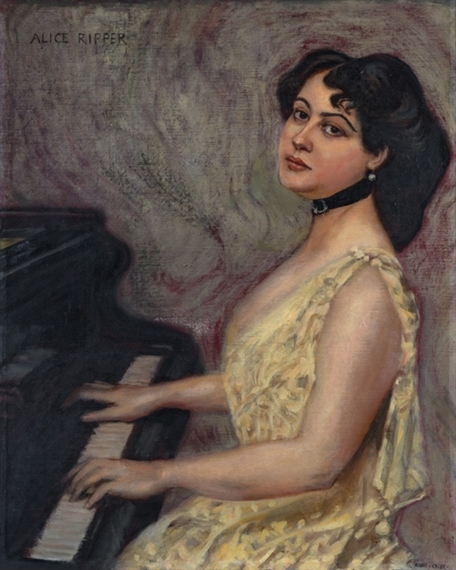
Alice Ripper; † 19. Januar

- 19. Januar: Alice Ripper, ungarische Pianistin (* 1889)
- 21. Januar: John J. Becker, US-amerikanischer Komponist (* 1886)
- 28. Januar: Hugh Poynter Bell, kanadischer Musikkritiker und Komponist (* 1872)

### Februar
- 06. Februar: Archibald Thompson Davison, US-amerikanischer Musikwissenschaftler, Musikpädagoge und Chordirigent (* 1883)
- 07. Februar: Noah Lewis, US-amerikanischer Musiker (* 1895)
- 20. Februar: Percy Grainger, australischer Komponist und Professor (* 1882)

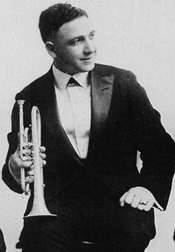
Nick LaRocca; † 22. Februar

- 22. Februar: Nick LaRocca, US-amerikanischer Kornettist, Bandleader und Jazzpionier (* 1889)
- 24. Februar: Fritz Imhoff, österreichischer Schauspieler und Sänger (* 1891)

### März
- 03. März: Paul Wittgenstein, österreichischer Pianist (* 1887)

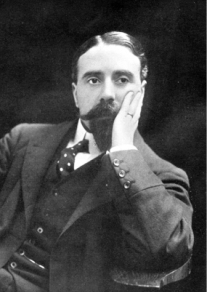
Thomas Beecham; † 8. März

- 08. März: Thomas Beecham, britischer Dirigent, Gründer mehrerer Symphonieorchester (* 1879)
- 16. März: Seymour Felix, US-amerikanischer Showtänzer und Choreograph (* 1892)
- 19. März: Edric Cundell, britischer Komponist, Hornist, Pianist, Dirigent und Musikpädagoge (* 1893)
- 24. März: Walter Wilhelm Goetze, deutscher Operetten-Komponist (* 1883)
- 24. März: Antonio Gómezanda, mexikanischer Komponist und Pianist (* 1894)
- 29. März: Eva Clare, kanadische Pianistin und Musikpädagogin (* 1884)

### April
- 07. April: William Arundel Orchard, australischer Organist, Dirigent, Komponist und Musikpädagoge britischer Herkunft (* 1867)
- 16. April: Jeanne Desjardins, kanadische Sängerin (* 1903)
- 21. April: James Melton, US-amerikanischer Sänger (* 1904)
- 24. April: Rosario Bourdon, kanadischer Cellist, Dirigent, Komponist und Arrangeur (* 1885)
- 28. April: Erich A. Collin, deutschamerikanischer Sänger und 2. Tenor des Vokalensembles Comedian Harmonists (* 1899)

### Mai
- 02. Mai: Egon Lustgarten, österreichischer Dirigent und Komponist (* 1887)
- 04. Mai: Robert Pracht, deutscher Schulmusiker und Komponist (* 1878)
- 06. Mai: Maggy Breittmayer, Schweizer Geigerin (* 1888)

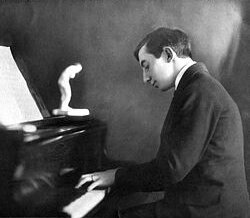
Werner R. Heymann; † 30. Mai

- 30. Mai: Werner Richard Heymann, deutscher Komponist und Dirigent (* 1896)

### Juni

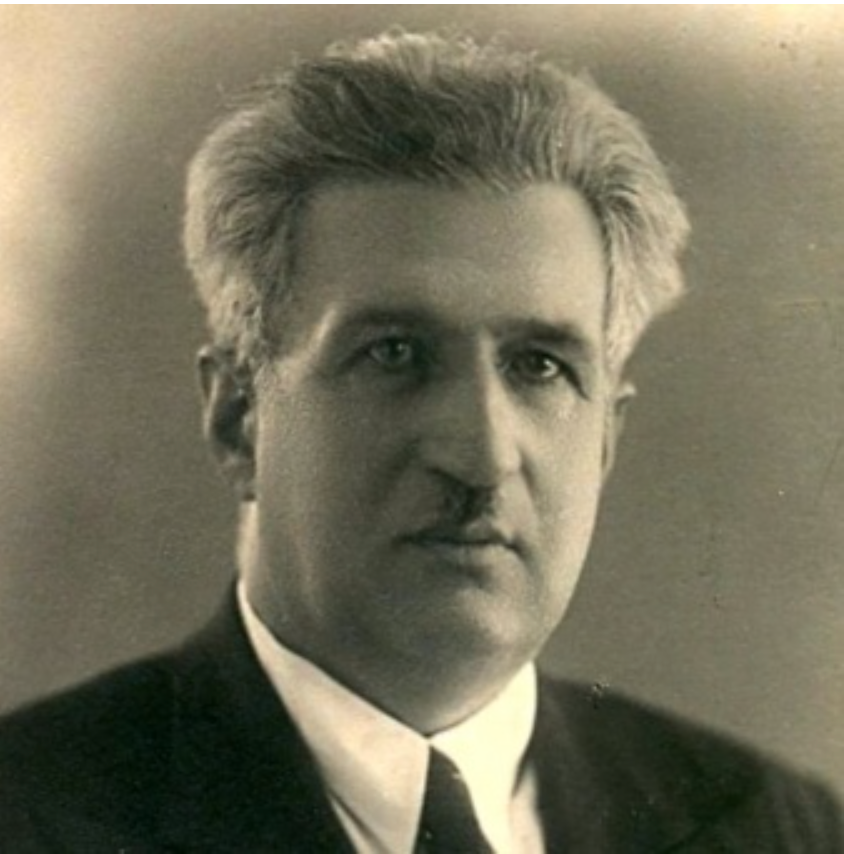
Anuschawan Ter-Gewondjan; † 6. Juni

- 06. Juni: Anuschawan Ter-Gewondjan, armenischer Komponist (* 1887)
- 27. Juni: Camille Couture, kanadischer Violinist, Musikpädagoge und Geigenbauer (* 1876)

### Juli
- 06. Juli: Scott LaFaro, US-amerikanischer Musiker (* 1936)
- 08. Juli: Julián Bautista, argentinischer Komponist (* 1901)
- 12. Juli: Irving Cohn, US-amerikanischer Songwriter (* 1898)

### August
- 12. August: Tom Scott, US-amerikanischer Komponist und Sänger (* 1912)

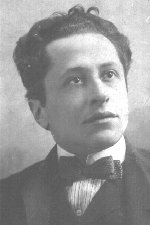
Guido Alberto Fano; † 14. August

- 14. August: Guido Alberto Fano, italienischer Komponist, Dirigent und Pianist (* 1875)
- 14. August: Heddle Nash, britischer Sänger (* 1894)
- 15. August: Katharine Emily Eggar, walisisch-britische Sängerin, Suffragette und Strafrechtsreformerin (* 1874)
- 15. August: Morton Harvey, US-amerikanischer Vaudeville-Künstler und Sänger (* 1886)
- 16. August: Hugo Hirsch, deutscher Operetten- und Schlagerkomponist (* 1884)
- 17. August: Carlos Salzedo, Harfenist und Komponist (* 1885)
- 22. August: Jonathan Petersen, grönländischer Komponist, Liedermacher, Dichter, Schriftsteller, Sprachwissenschaftler, Organist und Hochschullehrer (* 1881)
- 27. August: Henryk Waghalter, polnischer Cellist, Komponist und Musikpädagoge (* 1869)
- 28. August: Carsten M. Carlsen, norwegischer Organist, Komponist und Dirigent (* 1892)
- 30. August: Hermann Buchal, deutscher Komponist und Musikpädagoge (* 1884)

### September
- 01. September: George Jacob Abbott, US-amerikanischer Musikpädagoge, Kapellmeister und Komponist (* 1892)
- 03. September: Diana Blumenfeld, jiddischsprachige Sängerin und Schauspielerin in Polen (* 1903)
- 21. September: Maurice Delage, französischer Komponist und Pianist (* 1879)
- 22. September: Carl Robrecht, deutscher Musiker, Kapellmeister und Komponist (* 1888)

### Oktober
- 20. Oktober: Sylvia Rexach, puerto-ricanische Sängerin, Komponistin und Songwriterin (* 1922)

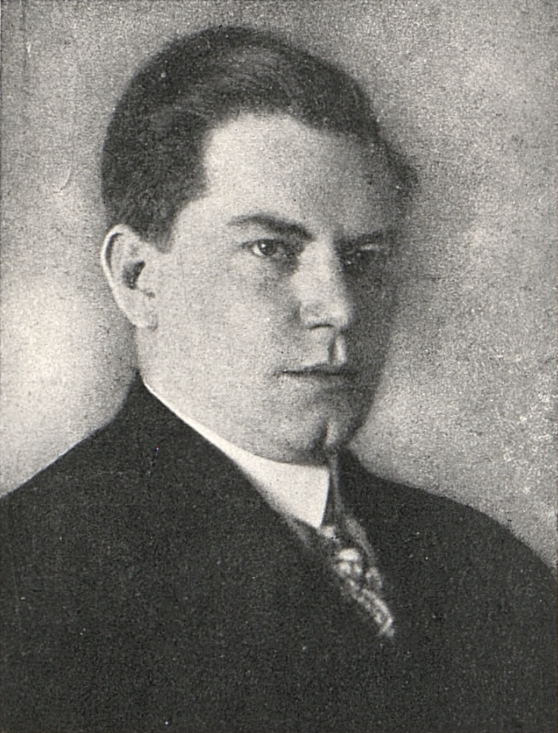
Zdeněk Folprecht; † 29. Oktober

- 29. Oktober: Zdeněk Folprecht, böhmischer Komponist (* 1900)

### November
- 06. November: Itō Michio, japanischer Balletttänzer und Choreograph (* 1893)
- 14. November: Ernest Lawlars, US-amerikanischer Bluesgitarrist, Sänger und Songschreiber (* 1900)
- 23. November: York Bowen, britischer Pianist und Komponist (* 1884)
- 25. November: Maurice Vaumousse, französischer Maler und Geiger (* 1876)
- 26. November: Alexander Goldenweiser, russischer Komponist und Pianist (* 1875)
- 28. November: James Milligan, kanadischer Sänger (* 1928)

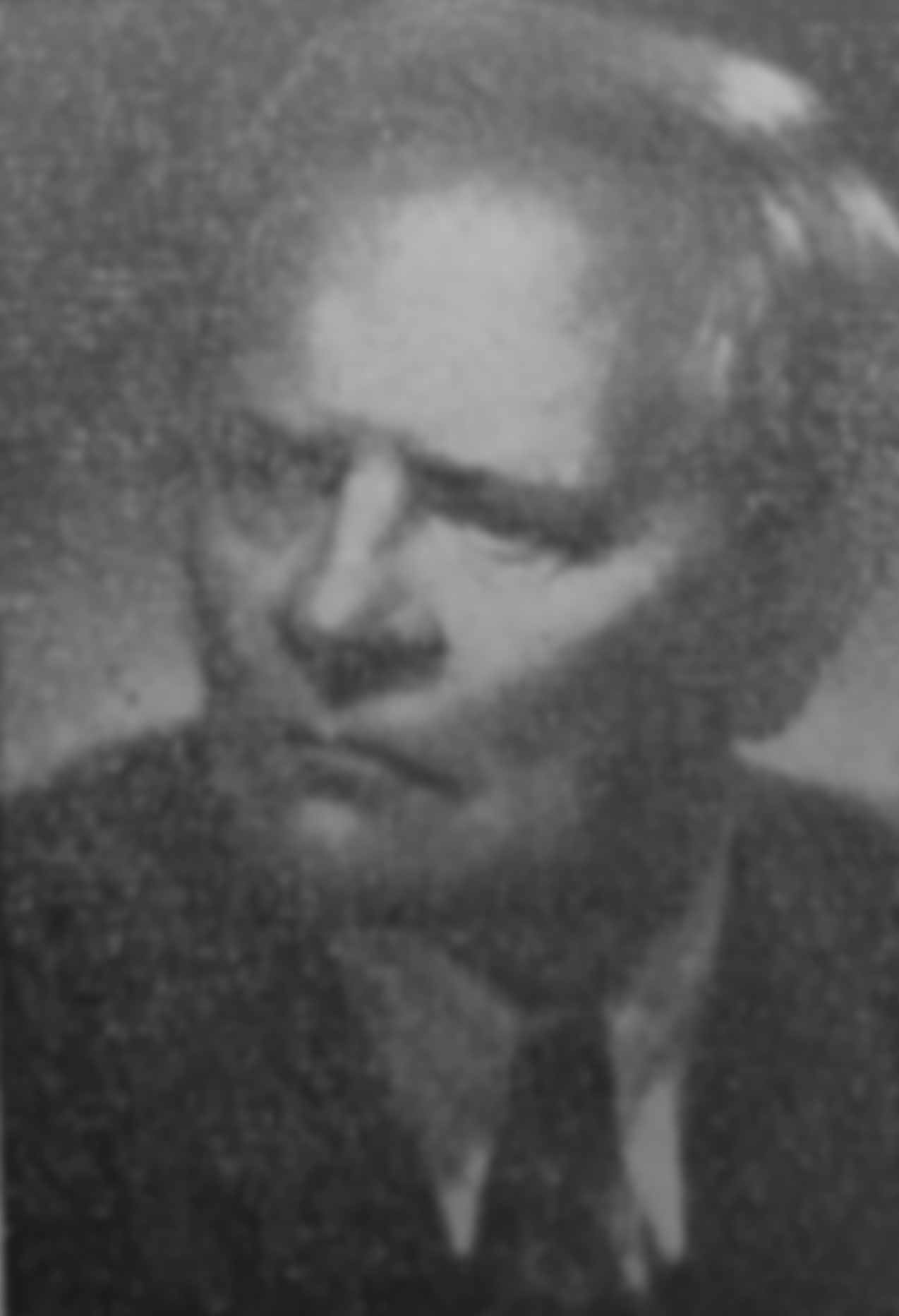
Stanislaw Kazuro; † 30. November

- 30. November: Stanisław Kazuro, polnischer Komponist (* 1881)

### Dezember
- 01. Dezember: Bienvenido Troncoso, dominikanischer Sänger, Gitarrist und Komponist (* 1909)
- 13. Dezember: August Högn, deutscher Komponist und Historiker (* 1878)
- 16. Dezember: Boris Schechter, russischer Komponist (* 1900)
- 20. Dezember: Luis Abraham Delgadillo, nicaraguanischer Komponist (* 1887)
- 20. Dezember: Rafael J. Tello, mexikanischer Komponist (* 1872)
- 25. Dezember: Wilhelm Krabbe, deutscher Germanist, Musikwissenschaftler und Bibliothekar (* 1882)

### Genaues Todesdatum unbekannt
- Cuba Austin, US-amerikanischer Jazz-Schlagzeuger (* 1906)
- Ernest Thompson, US-amerikanischer Old-Time-Musiker (* 1892)